# Józef Chełmoński
Józef Marian Chełmoński (ur. 7 listopada 1849 w Boczkach Chełmońskich, zm. 6 kwietnia 1914 w Kuklówce Zarzecznej) – polski malarz, reprezentant realizmu. Jeden z najwybitniejszych twórców malarstwa realistycznego w Polsce.

## Dzieciństwo
Pochodził ze szlachty mazowieckiej. Ojciec malarza Józef Adam dzierżawił majątek Boczki. Dziadek, również Józef, był osobistym sekretarzem Michała Hieronima Radziwiłła. Józef Marian Chełmoński urodził się 7 listopada 1849 w folwarku w Boczkach, akt chrztu spisano w kościele kolegiackim w Łowiczu 27 kwietnia 1850 w obecności ojca Józefa Adama Chełmońskiego, właściciela folwarku Boczki, księdza Józefa Rojewskiego, wikarego kolegiaty w Łowiczu, i włościanina Stanisława Kurackiego. Chrzestnymi byli Antoni Chełmoński i Florentyna Łoskowska.
Matka artysty, Izabela z Łoskowskich Chełmońska, miała opinię osoby o dużej kulturze, rozmiłowanej w sztuce i literaturze. Wnuczka wspominała ją jako nieziemską istotę o słodyczy charakteru nie mającej granic. Ojciec malarza, właściciel folwarku Boczki i wójt gminny, był utalentowany muzycznie i malarsko: grał na skrzypcach oraz rysował szkice okolic Nieborowa i Teresina. Dziadek Wincenty Łoskowski był oficerem w armii napoleońskiej i m.in. brał udział w oblężeniu Saragossy. W Boczkach artysta mieszkał do czasu wyjazdu do Warszawy, potem wielokrotnie wracał w rodzinne strony.

## Młodość
Uczył się w warszawskim gimnazjum; gdy miał około 16 lat zobaczył obraz Józefa Simmlera pt. Śmierć Barbary Radziwiłłówny, który zrobił na nim duże wrażenie i według relacji Pii Górskiej zainspirował go do zostania malarzem. O decyzji poświęcenia się sztuce informował rodziców w liście z 2 maja 1867 roku. W latach 1867–1872 uczył się w warszawskiej Klasie Rysunkowej i w prywatnej pracowni Wojciecha Gersona. Maksymilian Gierymski wystawił swój obraz pt. Powrót Pana Tadeusza na loterię i zebrane dzięki temu 350 rubli ofiarował Chełmońskiemu na pokrycie kosztów wyjazdu do Monachium. W latach 1872–1875 Chełmoński studiował w Monachium (do Akademii Sztuk Pięknych – Naturklasse  zgłosił się w styczniu 1872), gdzie wzbudzał niemałą sensację swoim ubiorem – nosił czerwone rajtuzy konnicy rosyjskiej, granatową ułańską kurtkę oraz czapkę konduktorską Kolei Warszawsko-Wiedeńskiej. Jego nauczycielami rysunku byli Hermann Anschütz i Alexander Strähuber. Współpracował jako ilustrator z paryskim „Le Monde illustré”. Zwiedzał Włochy, w latach 1872 oraz 1874–1875 odbył wycieczki na Podole i Ukrainę. Po powrocie artysty z Ukrainy, jesienią 1874 wynajął on warszawską pracownię w Hotelu Europejskim, którą dzielił wraz ze Stanisławem Witkiewiczem i Adamem Chmielowskim. W 1875, dzięki dużej pomocy Cypriana Godebskiego udał się do Paryża, gdzie zyskał dużą popularność dzięki oryginalnej tematyce swoich obrazów. 

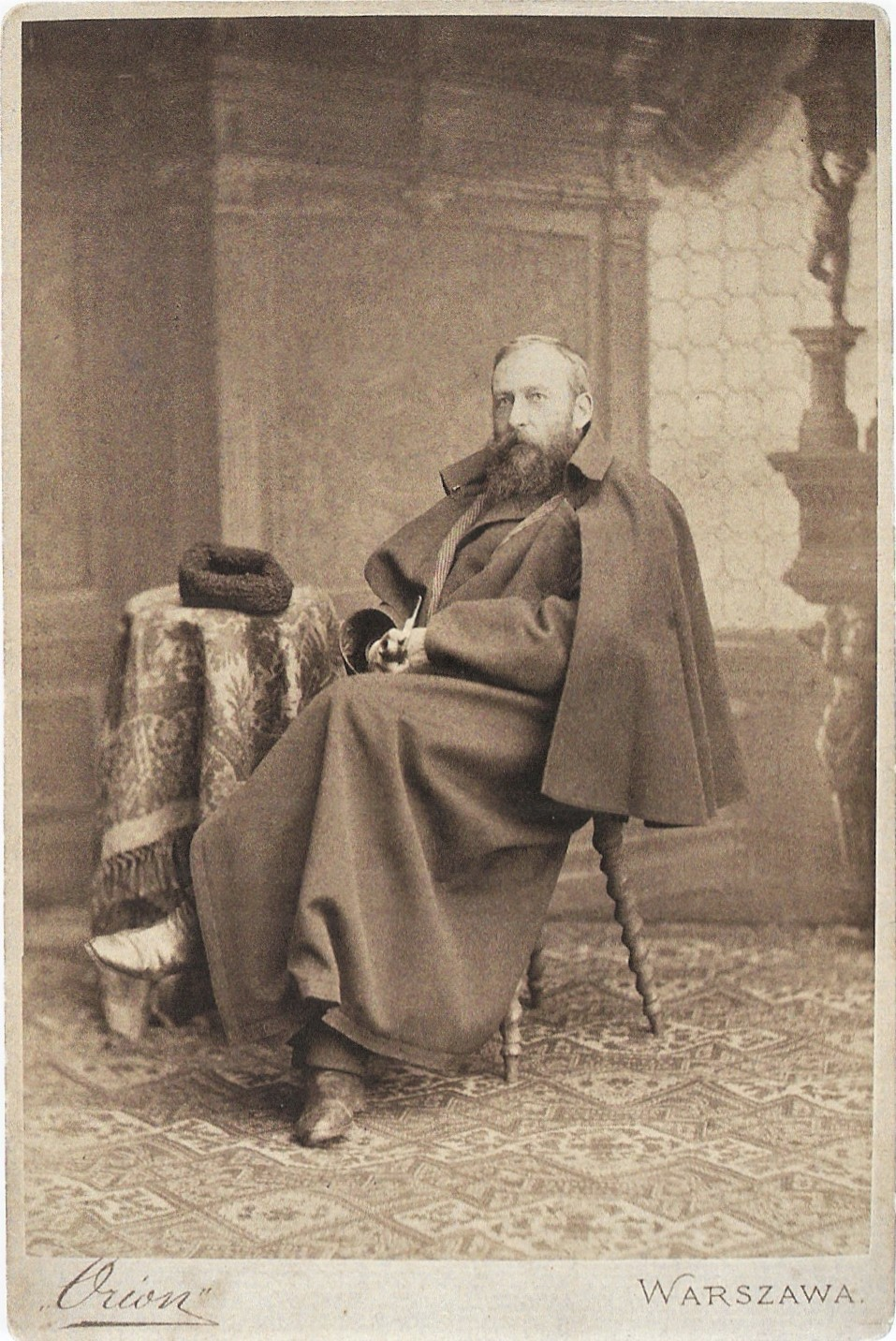
Józef Chełmoński, 1887

## Małżeństwo i dzieci
Wiosną 1878, podczas pobytu w Warszawie i przygotowań do Salonu Paryskiego, zaręczył się z Marią Szymanowską, swą daleką powinowatą (poprzez Łoskowskich i Ślewińskich). Ślub z Marią z Korwin-Szymanowskich odbył się 18 czerwca 1878 w kościele na Lesznie pw. Panny Marii; świadkami byli Stanisław Witkiewicz i Wojciech Szymanowski. Po ślubie para młoda wyjechała w podróż do Wiednia, Monachium, Wenecji i Paryża.
Pierwsza córka Jadwiga urodziła się w Paryżu w lipcu 1879, w 1881 druga córka Maria, 1883 – trzecia – Zofia, a pod koniec pobytu za granicą – syn Józef. W 1887 rodzina Chełmońskich wróciła do Polski i zamieszkała u państwa Umińskich przy ulicy Widok w Warszawie. Pierworodny syn Józef zmarł w tymże roku u rodziny Łoskowskich w Janowicach. W tym okresie zmarła też urodzona w 1888 córka Hanna, a w 1889 syn Tadeusz. Małżeństwo Chełmońskich wychowało cztery córki: Marię, Zofię (po mężu Austowa), Jadwigę i Wandę oraz dwóch synów: Tadeusza II i Józefa II.

## Lata dojrzałe

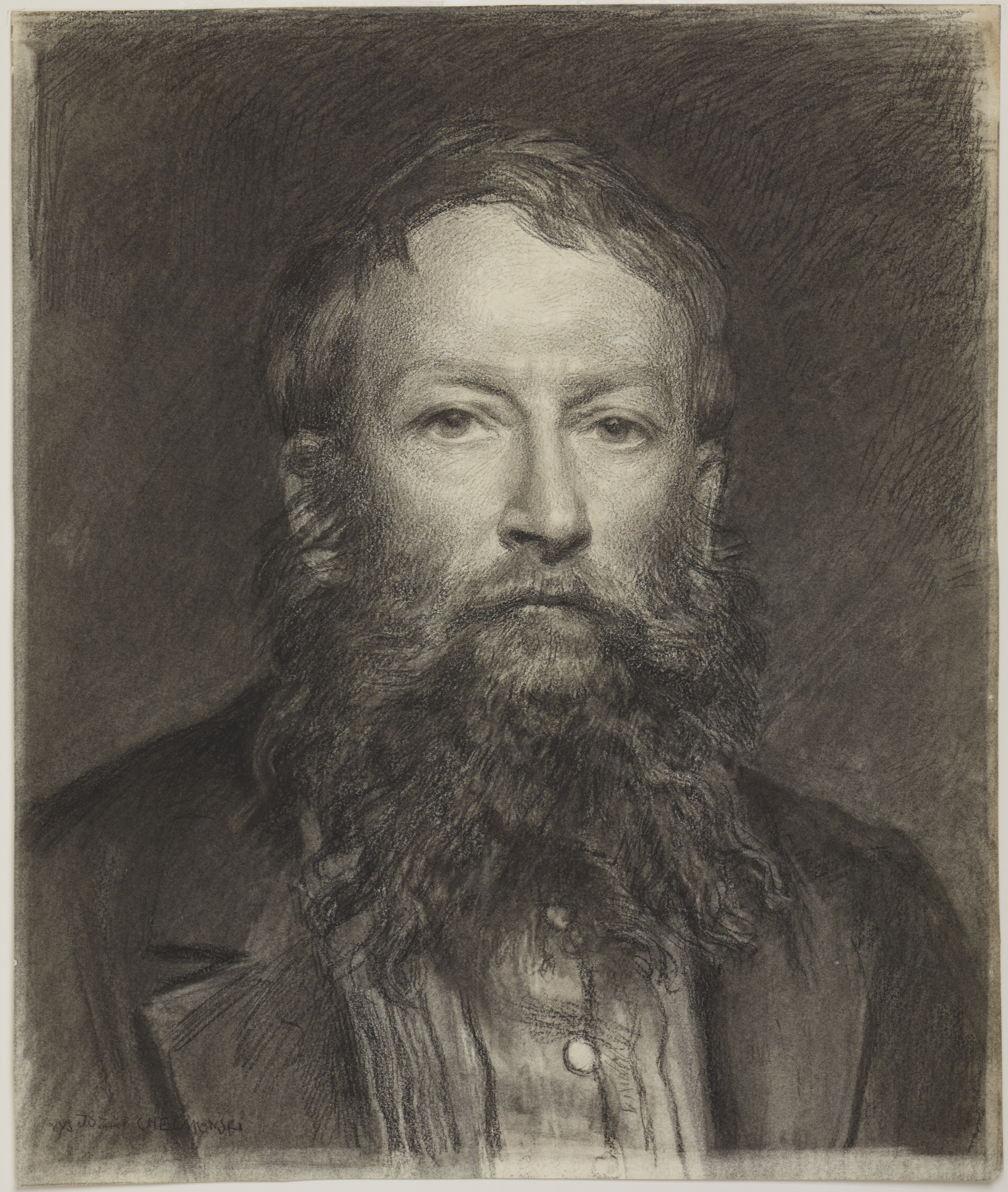
Autoportret z okresu przed 1904, kolekcja Muzeum Narodowego w Krakowie

Kłopoty rodzinne, nieporozumienia z żoną (m.in. stosowana wobec niej przemoc) oraz śmierć młodszych dzieci, skłoniły Chełmońskiego do częstszych wyjazdów do swej pracowni pod Grodziskiem, Kuklówki. W 1889 malarz kupił tam drewniany dworek, w którym mieszkał aż do śmierci. Często przebywał także w dworze należącym do rodziny Górskich w pobliskiej Woli Pękoszewskiej, gdzie uczył malarstwa Pię Górską. W 1890 roku zorganizowano pierwszą zbiorową wystawę jego dzieł w Zachęcie. W 1911 roku zginął jego przyjaciel Wojciech Piechowski; po jego śmierci artysta zaczął chorować i zwiększył swoją izolację od otoczenia. Pod koniec życia cierpiał na miażdżycę. Dostał udaru w 1914 roku, po czym sparaliżowało mu rękę. Pochowany został na cmentarzu w Żelechowie (wówczas Ojrzanowie).

## Twórczość
Chełmoński namalował około 400 obrazów, około 100 obrazów zostało sprzedane do Stanów Zjednoczonych, co najmniej 108 dzieł artysty było zaginionych w 2014 roku. W historii malarstwa polskiego zaliczano Chełmońskiego do „grupy malarzy monachijsko-warszawskich doby późnego pozytywizmu”. Jak to określił historyk sztuki prof. Tadeusz Dobrowolski – „Jego działalność artystyczna przypadła w połowie przynajmniej na okres późnego pozytywizmu, a uległa pewnemu przekształceniu w okresie neoromantyzmu i Młodej Polski. Z punktu widzenia życiowej wędrówki artysty, z którą szły w parze także przemiany w dziedzinie twórczości, można jego rozwój artystyczny podzielić na trzy fazy: fazę warszawsko-monachijską (1867–1875), paryską (1875–1887) i okres spędzony na Mazowszu (do 1914)”. W początkowym okresie swej twórczości, przed wyjazdem do Monachium, artysta malował wiejskie sceny rodzajowe, zarówno wielopostaciowe, jak i kameralne, ukazujące konie i pejzaże ze sztafażem; namalował też zaledwie jeden pejzaż pozbawiony sztafażu. Do wszystkich tych motywów swej twórczości malarz będzie powracał w ciągu całego swego życia, nie wprowadzając już nowej tematyki. Do dzieł powstałych w tamtym okresie należą m.in. Wieczór, W południe, Żurawie.
Chełmoński – choć zaliczany do malarzy realistów – kierował się w znacznej mierze inspiracjami literackimi polskiego romantyzmu – zwłaszcza zaś czerpanymi z twórczości Mickiewicza. Wśród motywów literackich Mickiewicz zajmował u niego szczególne miejsce. Dowodem jest nie tylko jego malarstwo, ale również zachowana korespondencja i kolekcjonowane pamiątki. „W Kuklówce na honorowym miejscu, wśród obrazów i studiów, wisiał autograf poety [...] Wyszperałem – pisał Maciej Masłowski (1973), że dostał go w Paryżu od malarza Kwiatkowskiego...”.
Istotne znaczenie dla twórczości Chełmońskiego miało także współczesne jego dzieciństwu Powstanie styczniowe 1863 roku, kiedy artysta był „podrostkiem”. Twórczość Chełmońskiego nie była tu wyjątkiem, bowiem niemal wszystko, co nastąpiło w polskiej sztuce po „tej przełomowej dacie było w jakimś sensie jej konsekwencją”.
Równie istotne, a nawet większe, znaczenie dla wczesnego okresu, jak i dla późniejszych lat twórczości Chełmońskiego, miał jego kontakt z Ukrainą i tematyka ukraińska, która „złamała mu wszystkie akademickie przegrody, ukazała ruch, ekspresję, dynamikę...” Podobnie jak inni artyści tej epoki, na przykład Wyczółkowski, Stanisławski – Chełmoński odwiedzał Ukrainę i Podole wielokrotnie – mając tam na wsi bliskich krewnych i przyjaciół – i to już w okresie warszawskich studiów. Wspomniane inspiracje malarskie nawiązywały również do dawnych literackich wątków ukraińskich – jak choćby „Mazepa” Słowackiego, czy też powieść „Maria” Malczewskiego, a wreszcie – mityczna postać Wernyhory. Znajduje to wyraz w jego licznych pracach z tego okresu i z późniejszych lat, jak na przykład obrazy: Przed odjazdem gości na Ukrainie (1875) i Noc na Ukrainie (1877), Jarmark na konie w Bałcie (1879). W okresie studiów artysty w Akademii monachijskiej istotne znaczenie dla jego twórczości miało również środowisko przebywających tam polskich malarzy. „Kolonia polska nad Izarą była zawsze liczna, a w latach sześćdziesiątych-siedemdziesiątych, popowstaniowych, wyjątkowo liczna i wyjątkowo świetna. Z długiego katalogu nazwisk [...] dla Chełmońskiego szczególnie ważne były cztery nazwiska: Maksymilian Gierymski, Józef Brandt, Stanisław Witkiewicz, Adam Chmielowski...”.
Równolegle z oddziaływaniem otoczenia – niepowtarzalny, indywidualny charakter twórczości Chełmońskiego wyjaśnia jego osobowość – osobowość „dziwacznego człowieka”, jak go lapidarnie określił Jarosław Iwaszkiewicz (1966). Natomiast Helena Modrzejewska znacznie wcześniej (ok. 1910) w swych Wspomnieniach i wrażeniach zanotowała: „Sposób ubierania się Chełmońskiego, jego dziwaczny trochę niepowtarzalny sposób wyrażania się, jego opinie – tchnęły oryginalnością i bardzo mu było z nimi do twarzy. Miał on dar ujmowania w trzech słowach tego, na co kto inny musiałby zużyć długiej oracji, taką się odznaczał jasnością umysłu i chłonnym zmysłem obserwacyjnym...”.
Zwraca uwagę fakt, ze zarówno podczas pobytu artysty w Monachium, jak i w Paryżu powstały liczne jego prace nawiązujące tematyką do wątków polskich i ukraińskich. Czas spędzony w Monachium zaowocował bowiem płótnami realistycznymi ukazującymi sceny z życia polskich chłopów, widoki folwarków, żywiołowe sceny z końmi. Również w roku 1875, pomiędzy pobytem w Monachium i pobytem w Paryżu, powstały cenione przez krytyków niezwykle polskie, w swym charakterze, prace – Babie lato, Stróż nocny, Na folwarku i Odjazd gości zimą.
Jak stąd wynika, to głównie treści o wybitnie polskim, narodowym charakterze, lub, jak to określił Tadeusz Dobrowolski „piękna, na wskroś narodowa twórczość” przyczyniały się do rosnącej stopniowo w kraju oceny malarstwa Chełmońskiego – wśród kolekcjonerów, koneserów i specjalistów – historyków sztuki. Wysokie oceny i popularność zdobywał w Polsce, jak wyżej wspomniano, nie bez trudności, oporów i rozczarowań. W Polsce – ale nie za granicą – w Paryżu. Wspominał bowiem artysta malarz i krytyk, Henryk Piątkowski (1914): „To, co powiem, wyda się wielu może nieprawdopodobne. Chełmoński wziął Paryż w ciągu tych paru godzin, których potrzebowała publiczność stolicy świata na obejrzenie oficjalnego Salonu 1876 roku. Wieczorem nazwisko jego widniało w pierwszej linii wszystkich sprawozdań”.
Równie istotną stroną twórczości Chełmońskiego jest jej forma. W dyskusjach na jej temat pojawiała się przede wszystkim kwestia koloru i waloru w jego obrazach. Zwracano zwłaszcza uwagę na słabe odczucie i odtwarzanie barw. Podkreślano, że Chełmoński nie był wyrafinowanym kolorystą. „Można zaryzykować twierdzenie, że na ogół tam jest dobry, gdzie trzyma się monochromii, gdzie gra tylko na paru klawiszach, gdzie ucieka od koloru i pełnego światła słonecznego do waloru dnia pochmurnego albo do księżycowego kontrastu.” Pisał bowiem Maciej Masłowski (1966) cytując Kazimierza Molendzińskiego: „Subtelny badacz Chełmońskiego, nieodżałowany Kazimierz Molendziński napisał: »Pójść śladami impresjonistów oznaczałoby dla Chełmońskiego unicestwienie samego siebie«. W tej kapitalnej uwadze mieści się odpowiedź na pytanie o stosunek Chełmońskiego do współczesnych mu wielkich kolorystów francuskich, do ówczesnej »abstrakcji« kolorystycznej”. Zauważano w jego obrazach raczej subtelnościd walorowe, umieszczając go niekiedy wśród przebywających w Monachium polskich „nokturnologów” – specjalistów od nokturnów. Co więcej, wyżej wymienionych braków i słabości swego malarstwa był świadomy sam artysta dając im wyraz w rozmowach i korespondencji ze swymi kolegami. Pisał bowiem w liście do Stanisława Witkiewicza z 10 sierpnia 1909 następująco: „W niektórych studiach (chciałbym Ci je pokazać) szukałem słońca tego mocnego na Podolu i Ukrainie; pragnąłbym wynaleźć jaki sposób wyrażenia tych zamiarów, alem go jeszcze nie znalazł”.
Jak wyżej wspomniano, po przeniesieniu się do Paryża artysta zdobył niezwykłą popularność i powodzenie rynkowe. Szczególnym zainteresowaniem cieszyły się jego obrazy koni, dynamiczne ukraińskie Czwórki i Trójki, których stworzył kilka wersji. Dla paryskich klientów, zafascynowanych egzotycznymi dla nich scenami, prezentował wielokrotnie te same tematy – końskie targi, karczmy, napady wilków, krajobrazy i polowania inspirowane wspomnieniami Mazowsza oraz Ukrainy. Zapewniło mu to duży sukces finansowy, a jednocześnie uznanie krytyków w kraju.
Po powrocie do Polski i zamieszkaniu w Kuklówce (1889), w jego malarstwie zaszły zmiany, chociaż nowy rozdział w jego twórczości datuje się już na rok 1886, gdy namalował Dropie: dynamiczne kompozycje ustąpiły miejsca wyciszonym, bardziej statycznym krajobrazom, często pozbawionym sztafażu, czasami wzbogaconym sylwetkami zwierząt lub ptaków. Powstały wtedy m.in.: Kuropatwy, Bociany, Pogoda. Jastrząb i Dniestr w nocy.

## Skrócone kalendarium życia i twórczości[4][3][59]
| Rok                                      | Data                            | Miejsce                                                                | Opis |
| ---------------------------------------- | ------------------------------- | ---------------------------------------------------------------------- | --- |
| 1849                                     | 7 listopada                     | Boczki pod Łowiczem                                                    | Narodziny |
| 1865                                     |                                 | Łowicz - Warszawa                                                      | Ukończenie powiatowej szkoły łowickiej i przeniesienie się na dwuletni okres do gimnazjum w Warszawie |
| 1867–1871                                |                                 | Warszawa                                                               | Studia w Warszawskiej Klasie Rysunkowej i w prywatnej pracowni Wojciecha Gersona |
| Od 1869                                  |                                 | Warszawa                                                               | Ekspozycje obrazów w TZSP. Twórczość pod silnym wpływem Gersona |
| 1870                                     | kwiecień                        | Seroki                                                                 | śmierć Józefa Adama Chełmońskiego - ojca artysty |
| 1871–1874                                |                                 | Monachium                                                              | Pobyt związany ze studiami malarskimi, intensywne kontakty ze środowiskiem działających w Monachium malarzy polskich. Definitywne porzucenie szkolarstwa i akademizmu i odnalezienie własnej indywidualnej formuły twórczości |
| Od 1871                                  |                                 | Kraków                                                                 | Ekspozycje obrazów w TPSP |
| 1872                                     | od 23 stycznia - kilka miesięcy | Monachium                                                              | Kilkumiesięczne studia w Akademii Sztuk Pięknych w Monachium u profesorów Hermanna Anschütza i Alexandra Strähubera |
| Lata 1872, 1874, 1883, 1888, 1898, 1908. |                                 | Ukraina, Litwa, Podole, Polesie                                        | Podróże. W wymienionych latach malarz odwiedzał Ukrainę, Litwę, Podole i Polesie |
| Lata1874–1875                            |                                 | Warszawa - pracownia w Hotelu Europejskim przy Krakowskim Przedmieściu | Aktywny udział artysty w działalności powstałego w pracowni w Hotelu Europejskim, dynamicznego, nowatorskiego i wysoko ocenianego ośrodka polskiej sztuki nowoczesnej, do którego należeli: Adam Chmielowski, Chełmoński, Stanisław Witkiewicz, Antoni Piotrowski, Jan Owidzki i inni, a osobą wspierającą była Helena Modrzejewska. Powstały tam między innymi obrazy: Babie lato, Wieczór letni, Na folwarku, Jesień |
| 1875                                     |                                 | Paryż                                                                  | Wyjazd, a następnie pobyt związany z twórczością malarską, dzięki pomocy artysty rzeźbiarza Cypriana Godebskiego (mieszkanie w jego domu w Neuilly). Początki niedocenianego wówczas we Francji impresjonizmu, (nader niskie ceny głównych jego przedstawicieli na aukcjach publicznych - od 100 do kilkuset franków) |
| 1876–1878                                |                                 | Paryż                                                                  | Zapoznanie się Chełmońskiego z twórczością francuskich impresjonistów na ich II wystawie w kwietniu 1876. Wysokie oceny wystawianych na oficjalnym salonie artystycznym obrazów artysty: Sprawa u wójta (Przed wójtem) i Odwilż (Roztopy). Wielki sukces malarza w prasie i na paryskim rynku sztuki (salon, marszandzi Goupil, Stewart). Uporczywa, dyskredytująca krytyka w prasie krajowej ("skorupa wstrętnego realizmu" w Tygodniku Ilustrowanym, 1877). Ponure, pełne goryczy uwagi artysty w jego korespondencji, wzmianki o jego chorobie i tęsknocie za krajem ("[...]nigdzie u swoich nie znajdując kochania, chciałbym oddawać się chwilom zapomnienia"[...]). Równoczesna, radykalna zmiana stopy życiowej malarza (rozrzutny luksus). Rozważania o założeniu rodziny i małżeństwie |
| Lata 1875–1884                           |                                 | Paryż                                                                  | Obfita, głównie pamięciowa produkcja malarska z tendencją do spadku wartości artystycznych. Powtarzanie wcześniejszych motywów (Wyrzuty Witkiewicza na ten temat w listach). Pomyślna dla Chełmońskiego zmiana sytuacji w Warszawie - objęcie redakcji pisma Wędrowiec przez Gruszeckiego |
| 1878                                     |                                 | Paryż                                                                  | Umowa z marszandem A.Goupilem o prawo pierwokupu obrazów Chełmońskiego, których znaczna część znalazła się następnie w Anglii i w Ameryce |
| 1878                                     |                                 | Wiedeń, Wenecja                                                        | Podróże |
| 1878                                     | 18 czerwca                      | Warszawa, ul. Leszno, kościół P. Marii                                 | Ślub z Marią z Szymanowskich |
| 1880–1906                                |                                 | Warszawa                                                               | Ekspozycje obrazów w Salonie Krywulta (1881) koniec dobrej koniunktury dla artystów pracujących na eksport - podwyżka cła na import dzieł sztuki w Stanach Zjednoczonych (lipiec 1883). Rozrzutna gospodarka artysty jego zasobami finansowymi |
| 1881                                     |                                 | Paryż                                                                  | Ekspozycja na oficjalnym salonie artystycznym obrazu Czwórka |
| 1882                                     |                                 | Paryż                                                                  | Ekspozycja na salonie artystycznym obrazów Przed karczmą, Postój Kozaków ("mention honorable") |
| 1882, 1883                               |                                 | Polska                                                                 | Podróże z Francji do Polski |
| 1884–1892                                |                                 | Paryż                                                                  | Współpraca z Le Monde illustré (grafika, rysunki) |
| 1887                                     |                                 | Polska                                                                 | Powrót do Polski na stałe |
| 1889                                     |                                 | Paryż                                                                  | Grand Prix na Wystawie Powszechnej |
| 1889                                     |                                 | Polska - Kuklówka koło Grodziska Mazowieckiego                         | Osiedlenie się na stałe w Kuklówce koło Grodziska |
| 1891                                     |                                 | Berlin                                                                 | Ehrendiplom za obraz Kuropatwy |
| 1893                                     |                                 | Chicago                                                                | Ekspozycja obrazów |
| 1894                                     |                                 | San Francisco, Lwów                                                    | Złoty Medal w San Francisco, Dyplom honorowy na Wystawie Powszechnej we Lwowie |
| 1896, 1897, 1907                         |                                 | Polska                                                                 | Nagroda Akademii Umiejętności z Fundacji P. Barczewskiego |
| 1897                                     |                                 | Polska                                                                 | Honorowa prezesura Towarzystwa Artystów Polskich Sztuka |
| 1898                                     |                                 | Wiedeń                                                                 | Ekspozycja obrazów |
| 1904                                     |                                 | Dusseldorf                                                             | Ekspozycja obrazów |
| 1904                                     |                                 | Kraków                                                                 | Honorowe członkostwo TPSP |
| 1907                                     |                                 | Warszawa                                                               | Honorowe członkostwo TZSP |
| 1890–1907                                |                                 | Warszawa, Kraków, Lwów, Łowicz                                         | Wystawy zbiorowe obrazów |
| 1913                                     |                                 | Warszawa                                                               | Nagroda jubileuszowa TZSP za całokształt działalności artystycznej |
| 1914                                     | 6 kwietnia                      | Kuklówka koło Grodziska Mazow.                                         | Śmierć |

### Wybrane dzieła

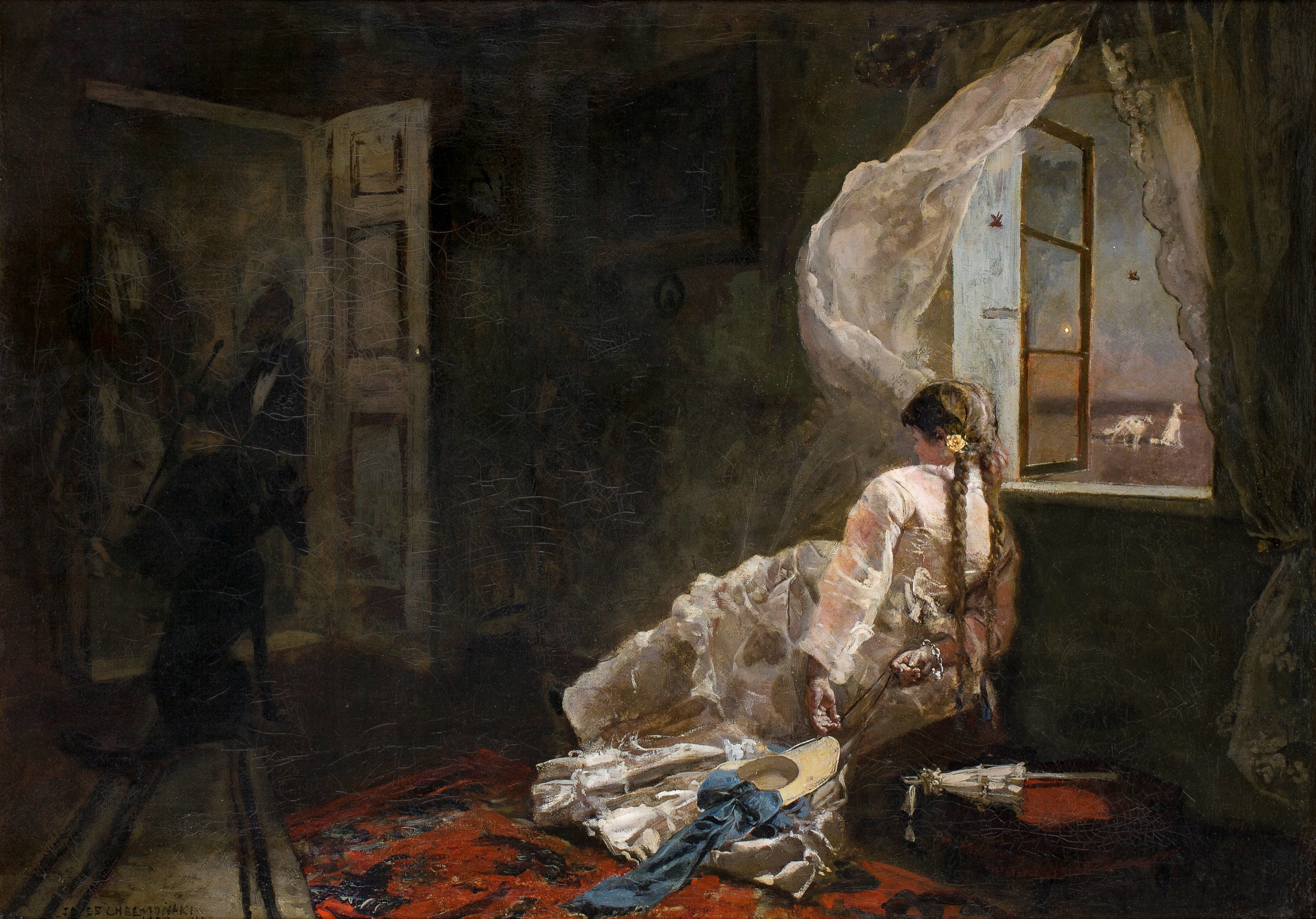
Wieczór letni

- Babie lato
- Bociany
- Burza
- Czajki
- Czwórka
- Dojeżdżacz
- Krzyż w zadymce
- Matula są!
- Noc gwiaździsta
- Powitanie słońca. Żurawie
- Powrót z balu
- Wieczór letni
- Żurawie
- Przed karczmą
- Kurhan
- Noc na Ukrainie zimą
- Targ na konie w Bałcie
- Końskie wywczasy
- Jezioro o zmierzchu
- Oberek

## Upamiętnienia

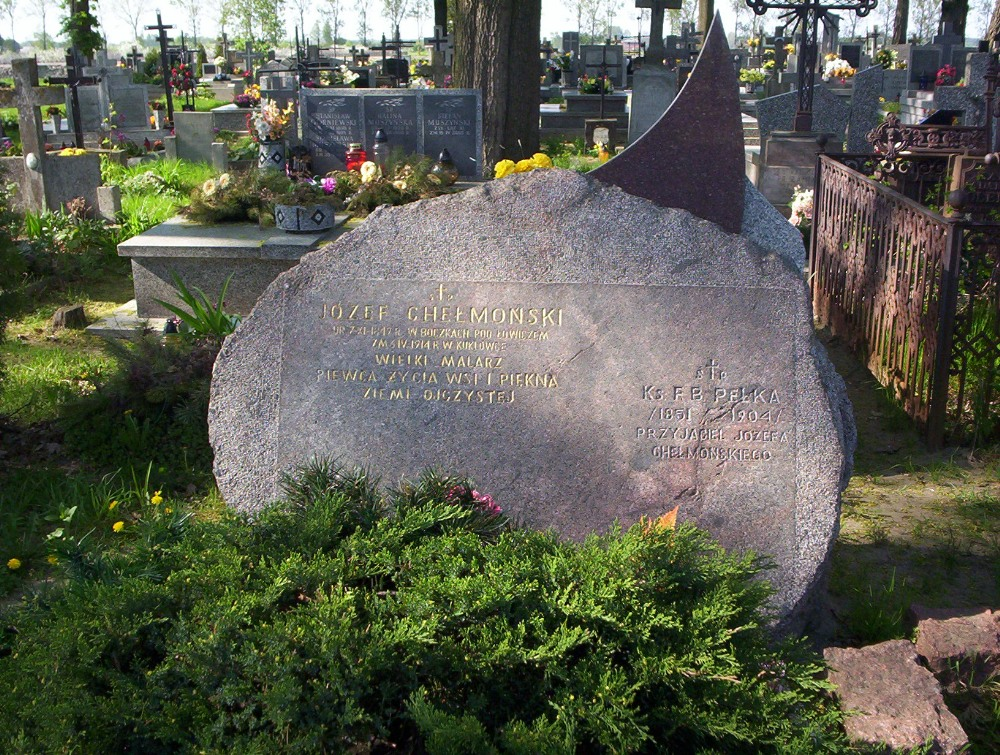
Kamień nagrobny (głaz narzutowy) na grobie Józefa Chełmońskiego, na cmentarzu w Żelechowie, 9 maja 2006

- Oddział PTTK w Żyrardowie przyznaje regionalną odznakę krajoznawczą „Przyjaciel Ziemi Chełmońskiego”;
- Srebrna moneta z serii Polscy malarze XIX/XX w. – Józef Chełmoński o nominale 20 zł wprowadzona do obiegu 7 listopada 2014 roku przez Narodowy Bank Polski[73];
- Pociąg InterCity „Józef Chełmoński” relacji Kraków -Świnoujście i przeciwnej[74];
- Jest patronem wielu ulic, szkół itp. w Polsce;
- Książka „Józef Chełmoński. Wspomnienie”, autorstwa Antoniego Piotrowskiego;
- W Grodzisku Mazowieckim przy ul. 11 Listopada, na początku deptaka, znajduje się pomnik Józefa Chełmońskiego autorstwa Mariana Koniecznego (całopostaciowa figura malarza z pędzlem i paletą w dłoniach)[75]. Odsłonięto go 10 września 2006 roku[76];
- W Grodzisku Mazowieckim istnieje uliczna galeria obrazów Józefa Chełmońskiego. Kopie jego powiększonych obrazów widnieją na fasadach domów w pobliżu pomnika. Są to: „Bociany”, „Kurka wodna”, „Babie lato”, „Droga w lesie”, „Orka”, „Jarmark (przeprawa)”, „Powitanie słońca. Żurawie”, „Królestwo ptaków”, „Wieczór na Polesiu”, „Przed karczmą” i „Dymy”[75][77];
- W Grodzisku Mazowieckim na ścianie kamienicy przy ul. Spółdzielczej, w 2022 roku powstał mural nawiązujący do obrazu Chełmońskiego „Bociany”. Zamiast bocianów po niebie latają drony sterowane przez ojca, w tle znajdują się współczesne domy i samochody, a zamiast wołów widać rowery i wiatraki. Autorem murala jest Cukin Koszalin[78];
- W Pałacu w Radziejowicach znajduje się wystawa dzieł artysty. W parku umieszczono popiersie Chełmońskiego[77];
- W Kuklówce Zarzecznej, przed dworkiem umieszczono kamień z płytą upamiętniającą Józefa Chełmońskiego[79];
- W Jaktorowie na skrzyżowaniu ulic Norweskiej i Chełmońskiego znajduje się kamień z tablicą poświęconą Józefowi Chełmońskiemu, w miejscu, gdzie w 1969 roku Szkoła Podstawowa w Jaktorowie otrzymała swój sztandar i imię wybitnego malarza[80].
- W 1989 roku powstał półgodzinny film dokumentalny „Barbarzyńca z paletą. Józef Chełmoński”[81].

## Nagrody i odznaczenia[3]
- Grand Prix na Wystawie Powszechnej, Paryż, 1889
- Ehrendiplom za obraz Kuropatwy, Berlin, 1891
- Złoty Medal w San Francisco, 1894
- Dyplom honorowy na Wystawie Powszechnej we Lwowie, 1894
- Nagroda fundacji śp. Probusa Barczewskiego (1897, 1907)[82]
- Nagroda jubileuszowa TZSP za całokształt działalności artystycznej, 1913
- Honorowa prezesura Towarzystwa Artystów Polskich Sztuka, 1897
- Honorowe członkostwo TPSP, Kraków, 1904
- Honorowe członkostwo TZSP, Warszawa, 1907

## Zbiory w muzeach
- Muzeum Narodowe w Warszawie – posiada w zbiorach około 45 obrazów i szkiców Józefa Chełmońskiego[83];
- Zespół pałacowo-parkowy w Radziejowicach – Dom Pracy Twórczej – znajduje się tu wiele dzieł Józefa Chełmońskiego, które można obejrzeć podczas koncertów i innych wydarzeń kulturalnych;
- Muzeum Sztuki w Łodzi – Kolekcja Sztuki Dawnej – posiada w zbiorach 3 obrazy olejne artysty oraz 6 szkiców[84].

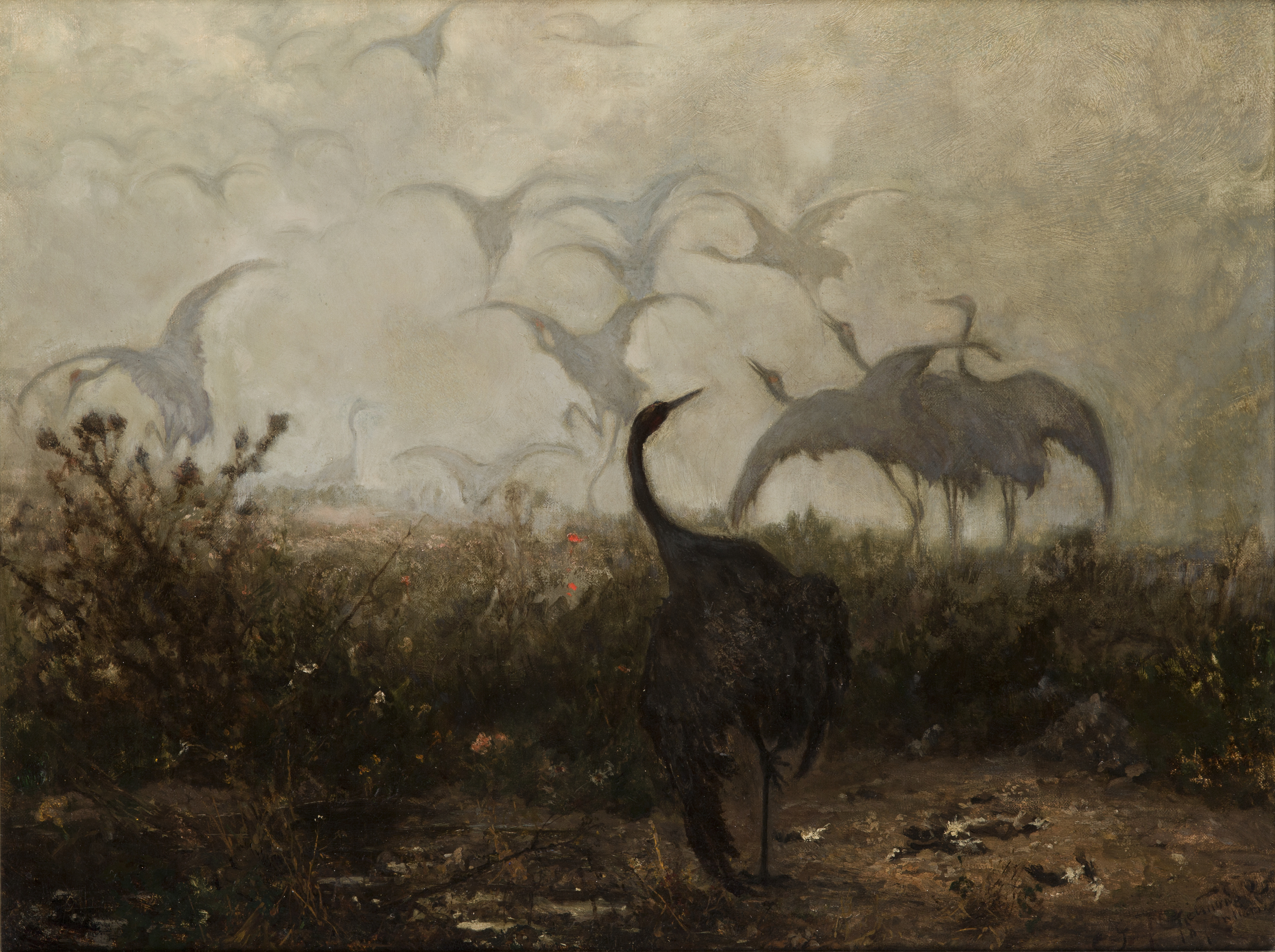
Odlot żurawi, 1871, Muzeum Narodowe w Krakowie
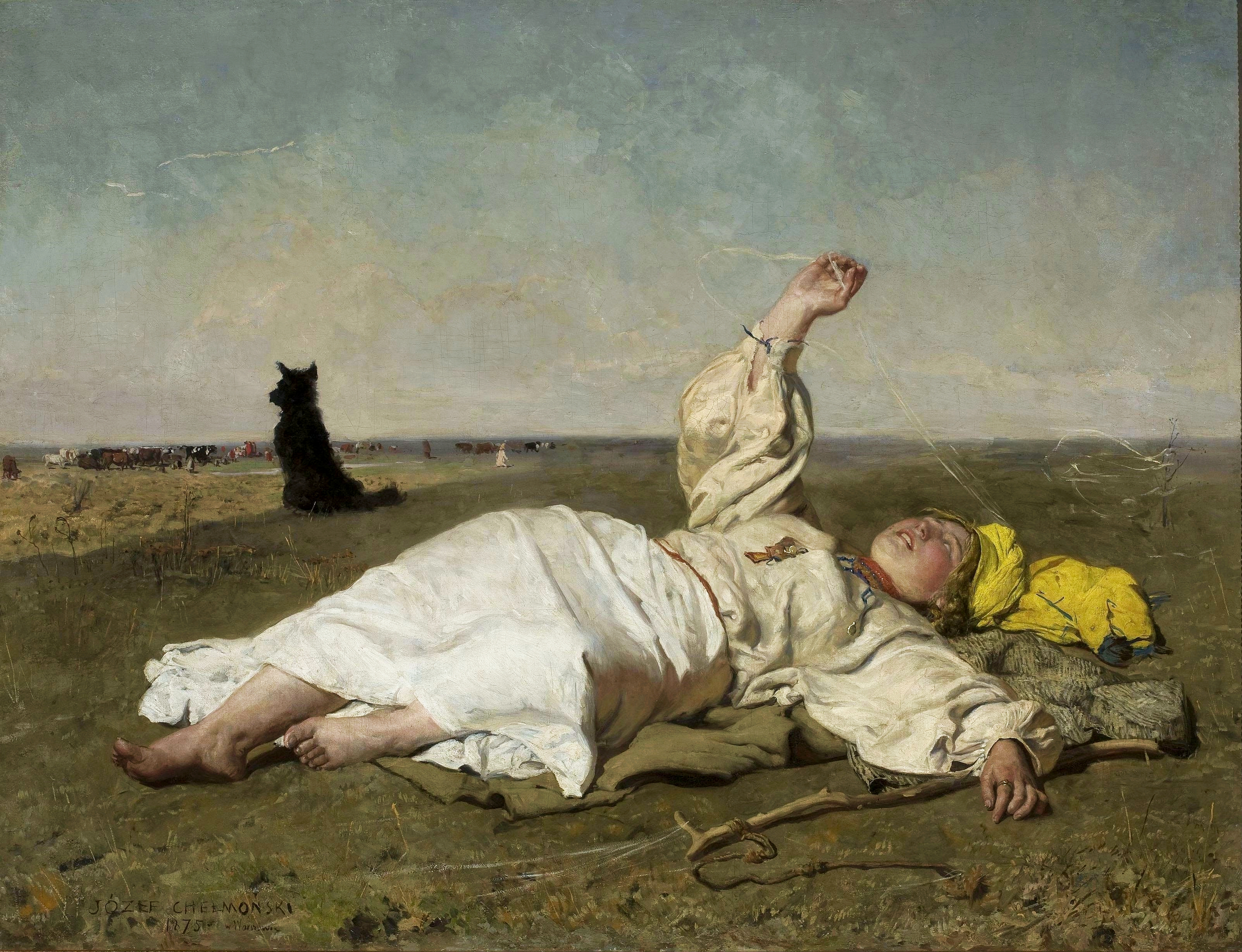
Babie lato, 1875, Muzeum Narodowe w Warszawie
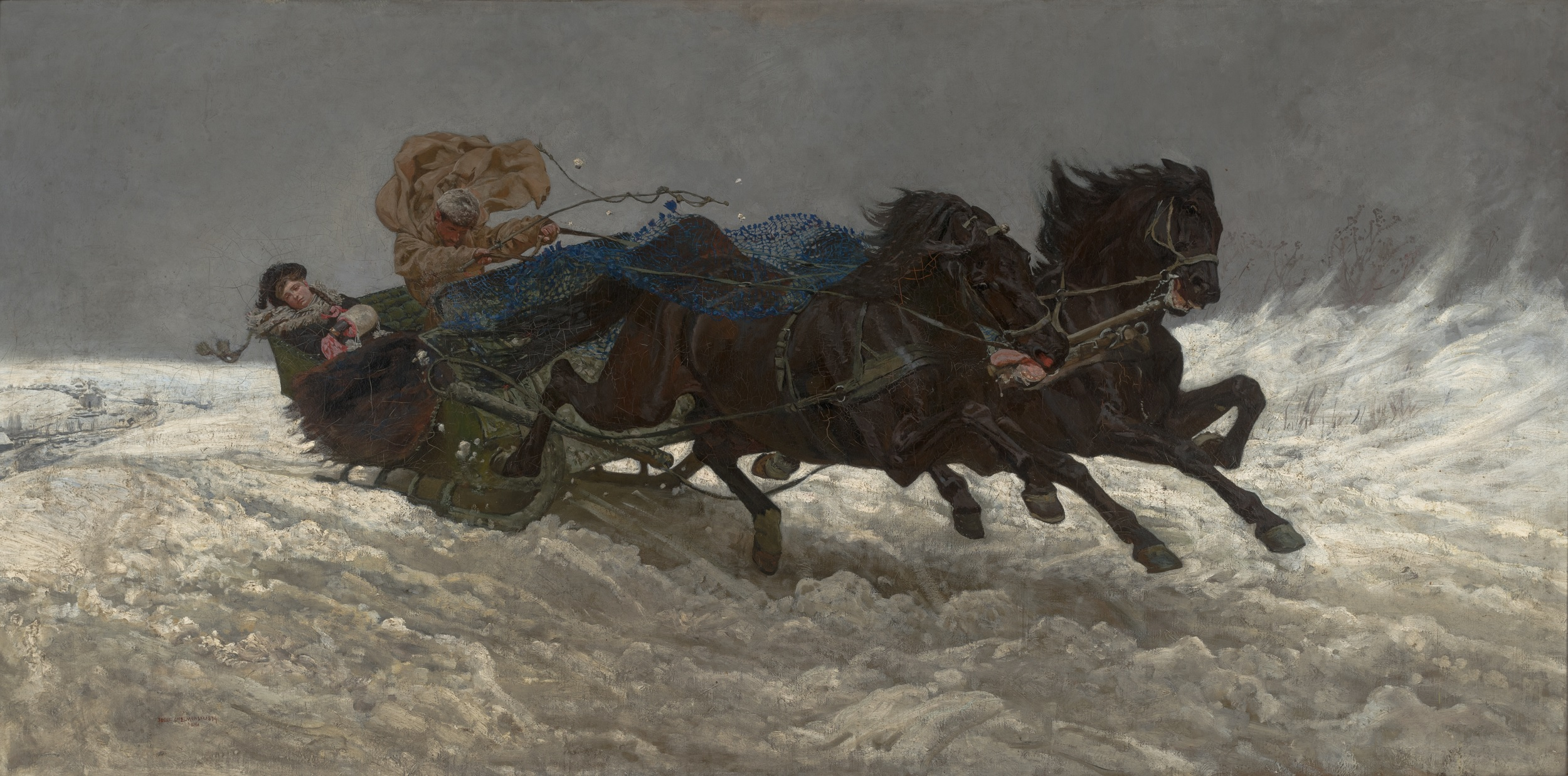
Powrót z balu, 1879, Muzeum Śląskie w Katowicach
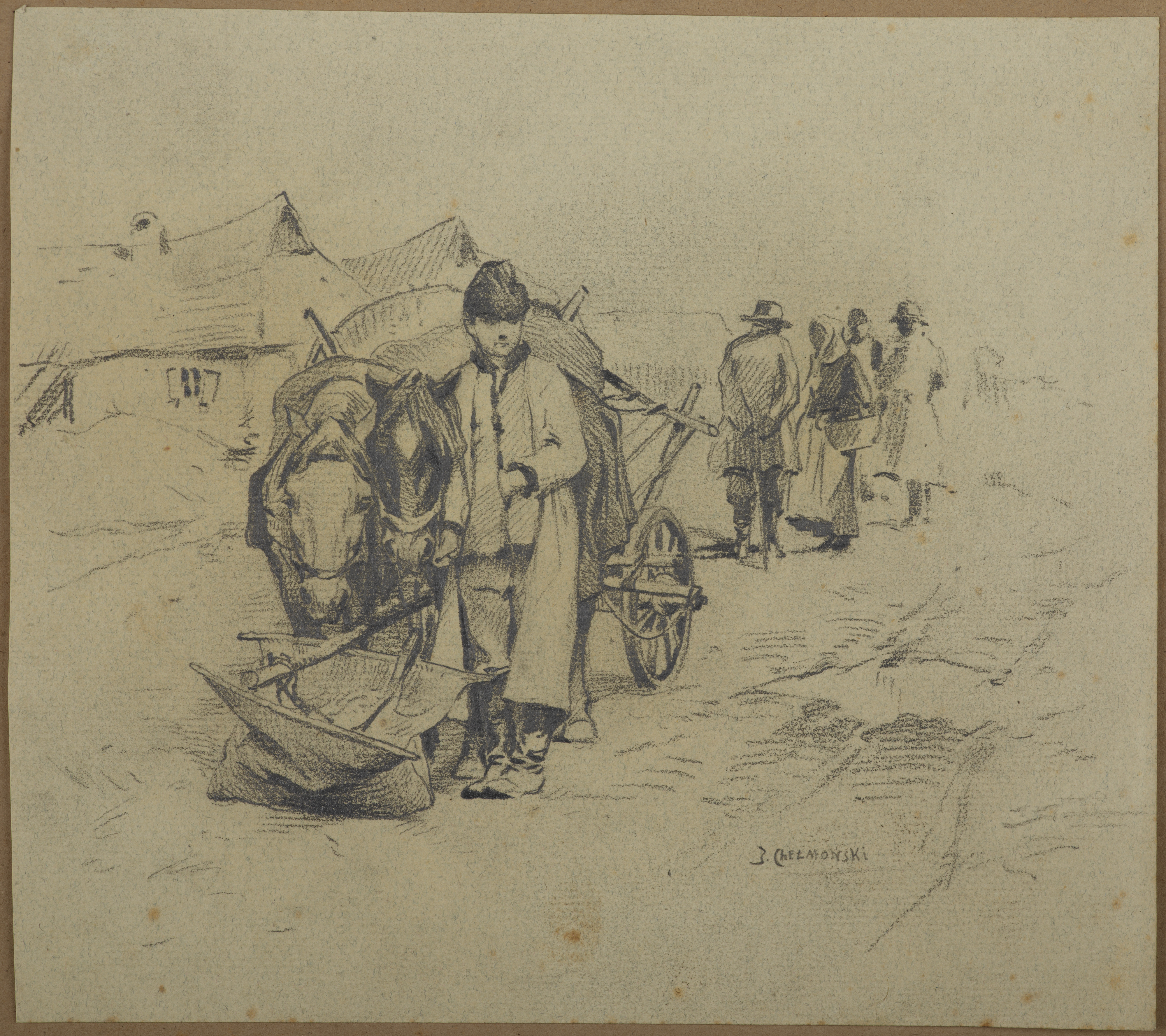
Chłopiec z końmi w zaprzęgu na tle chałup, 1880–1885, Muzeum Narodowe w Krakowie
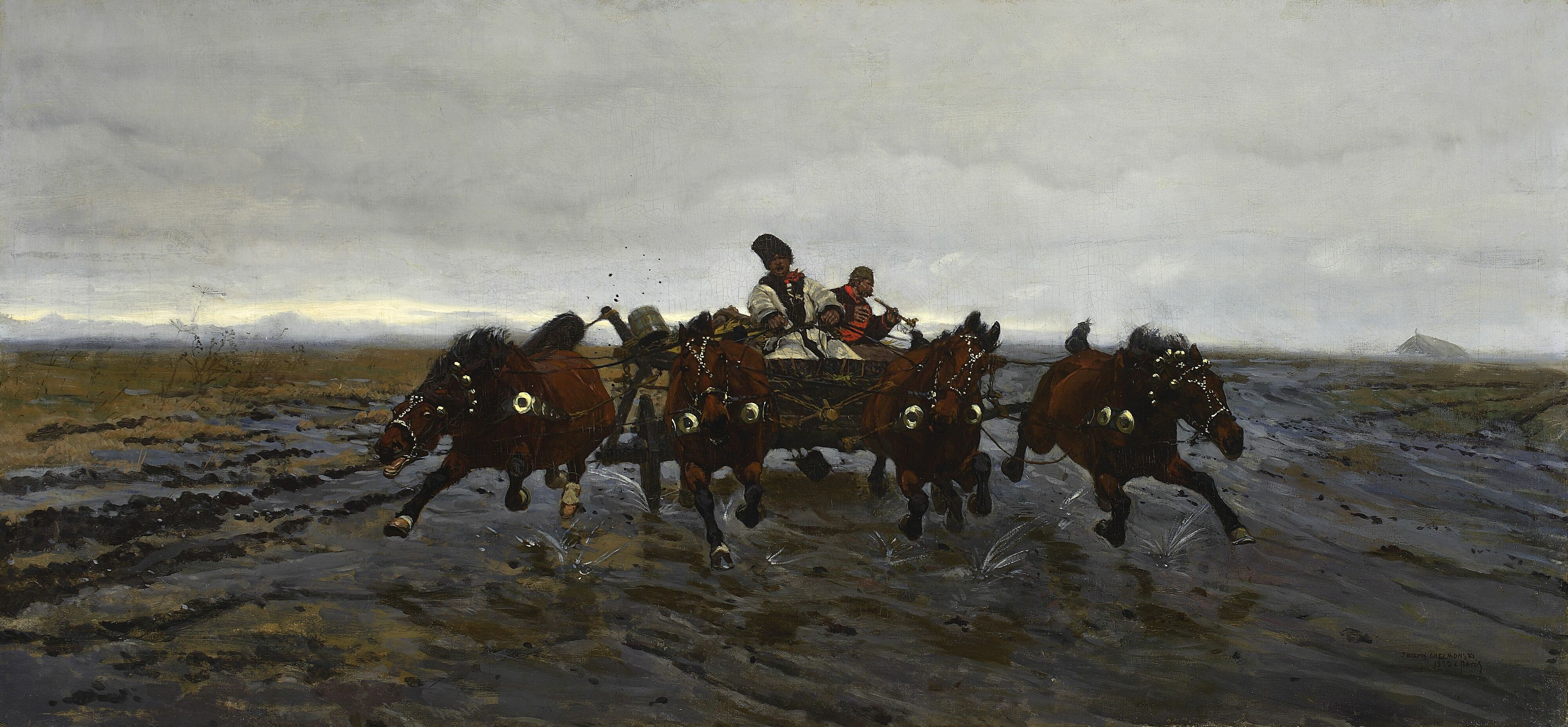
Czwórka, 1881, Muzeum Narodowe w Krakowie
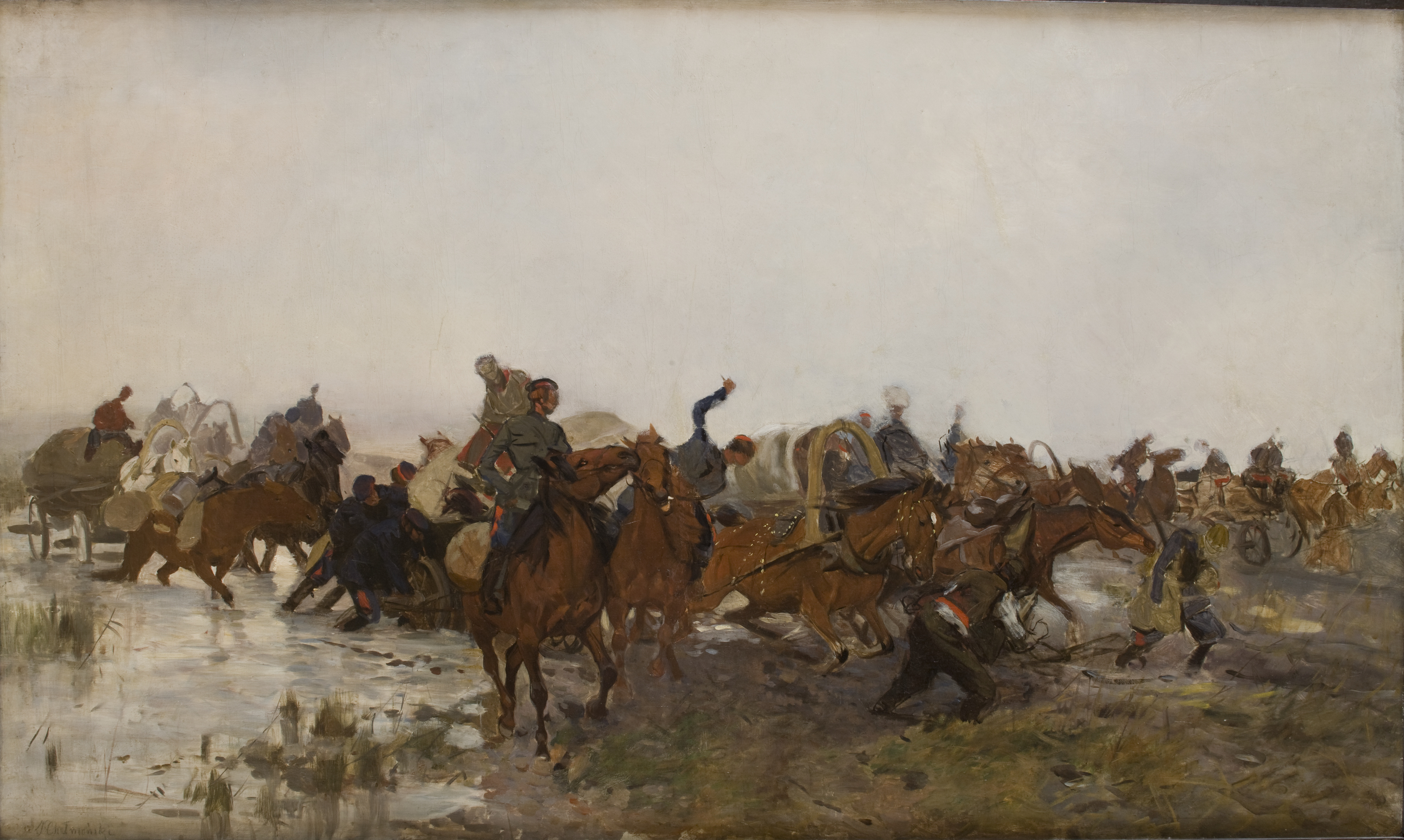
Pochód Kozaków, 1881–1887, Muzeum Narodowe w Krakowie
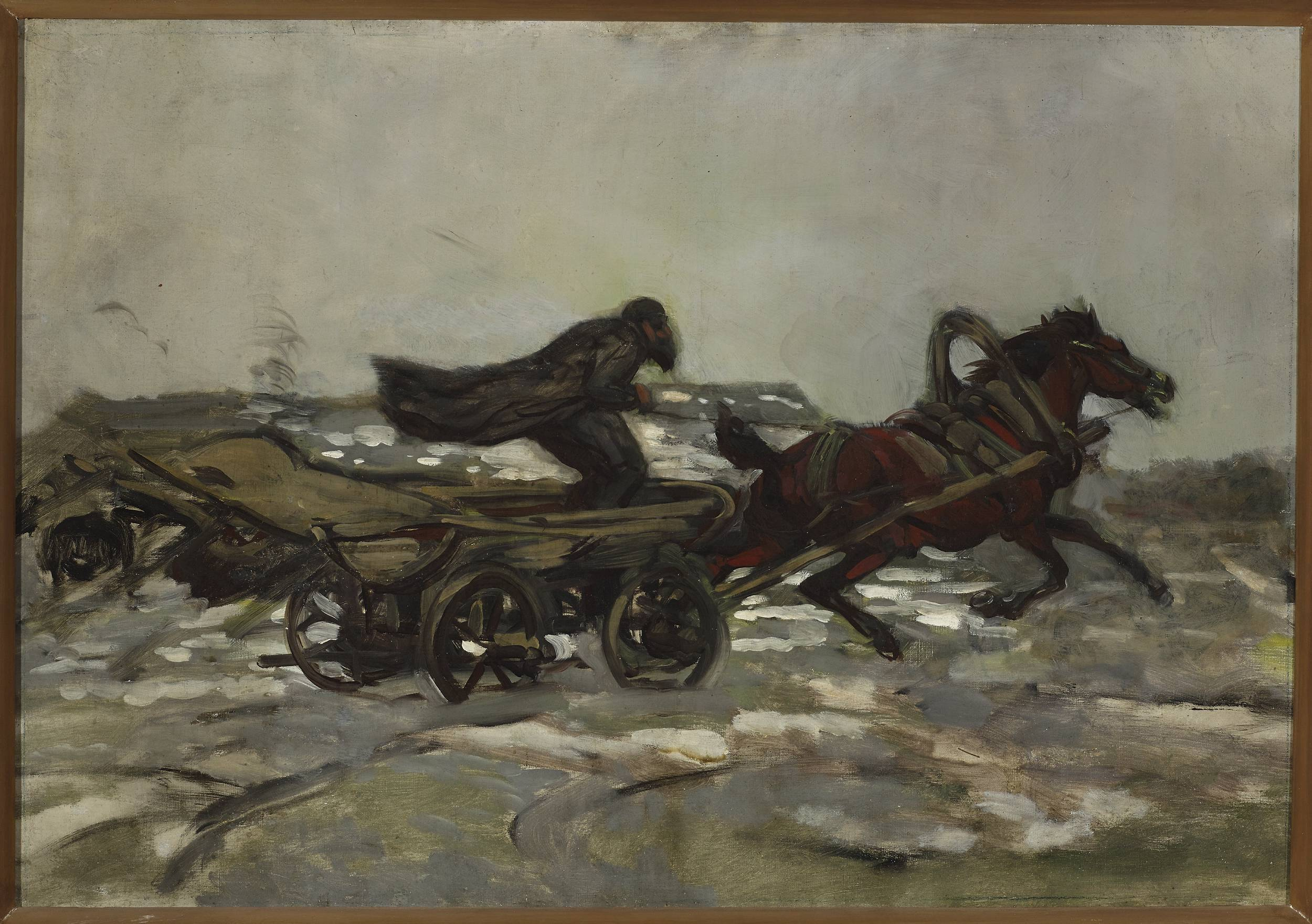
Pędzący wóz z woźnicą Żydem, 1882, Muzeum Narodowe w Warszawie
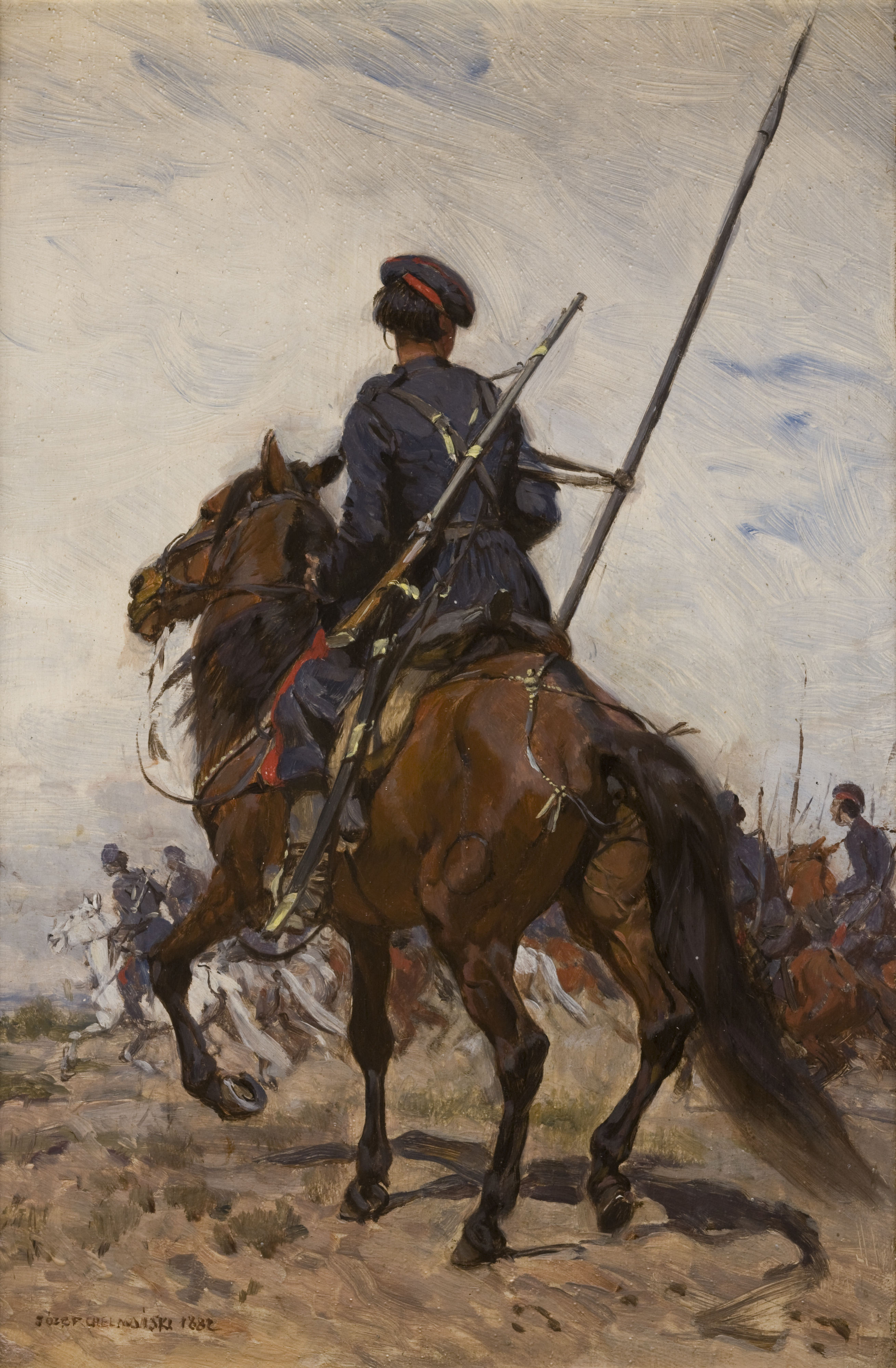
Kozak, 1882, Muzeum Narodowe w Krakowie
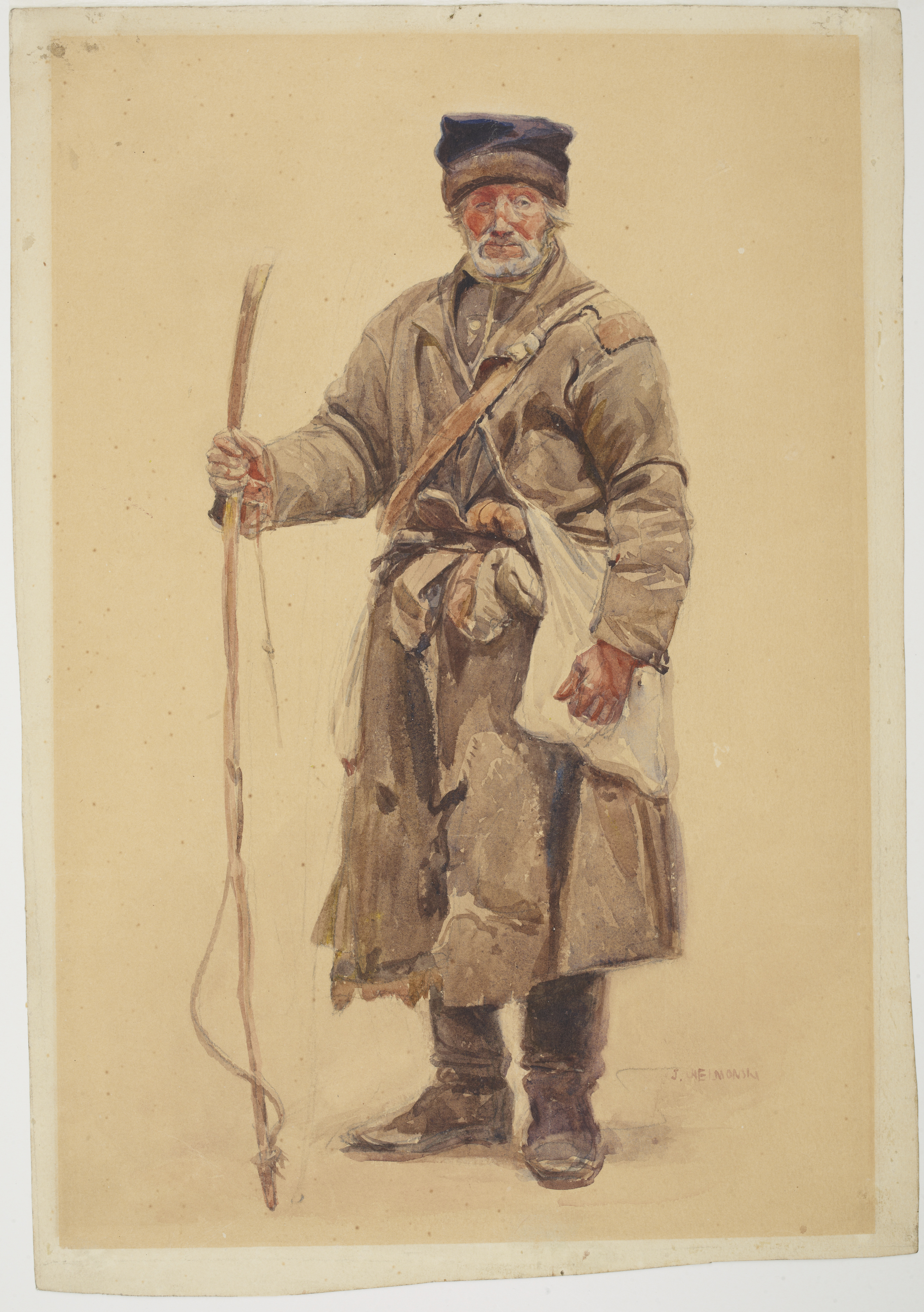
Woźnica, 1883–1893, Muzeum Narodowe w Krakowie
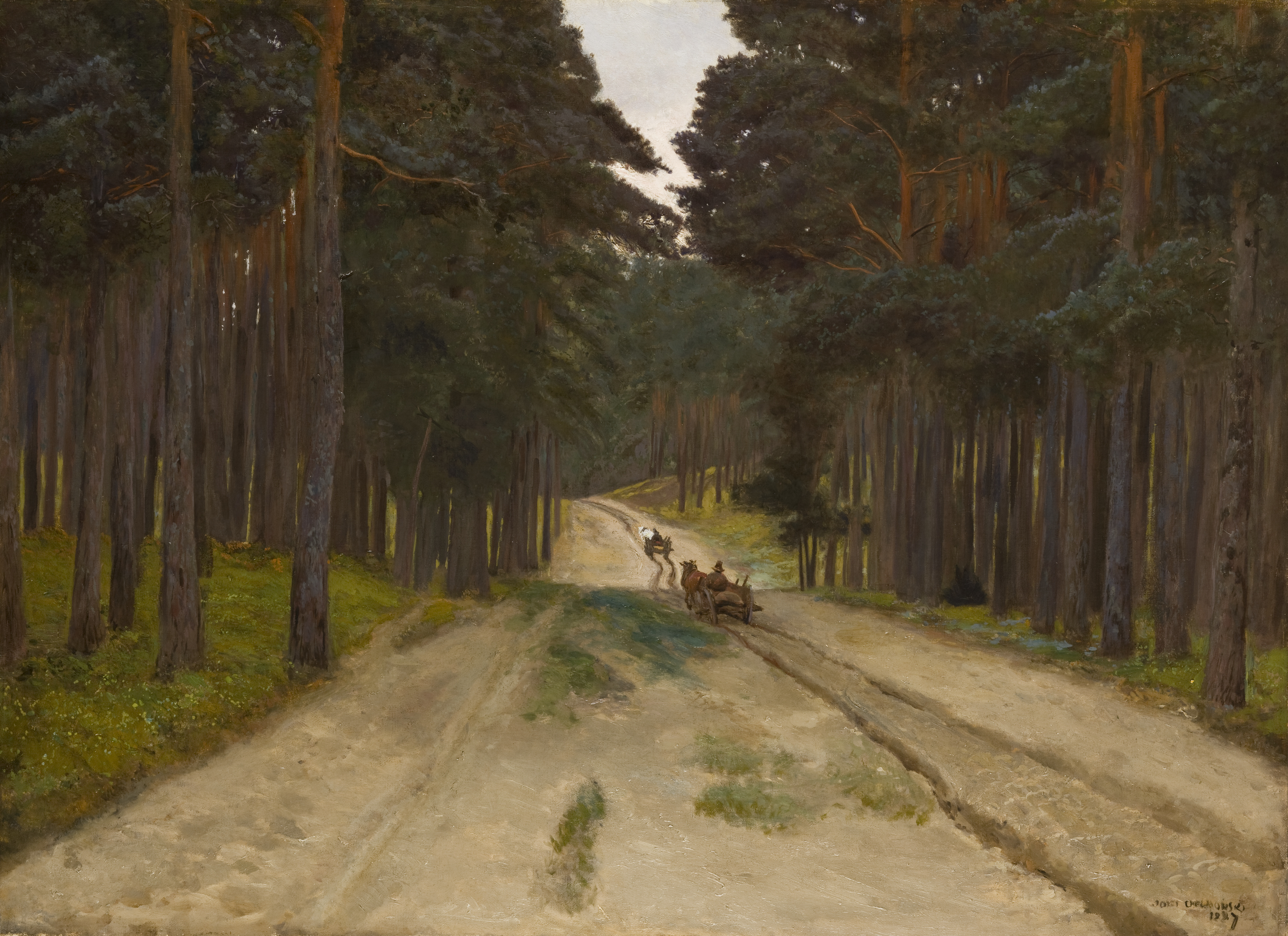
Droga w lesie, 1887, Muzeum Narodowe w Krakowie
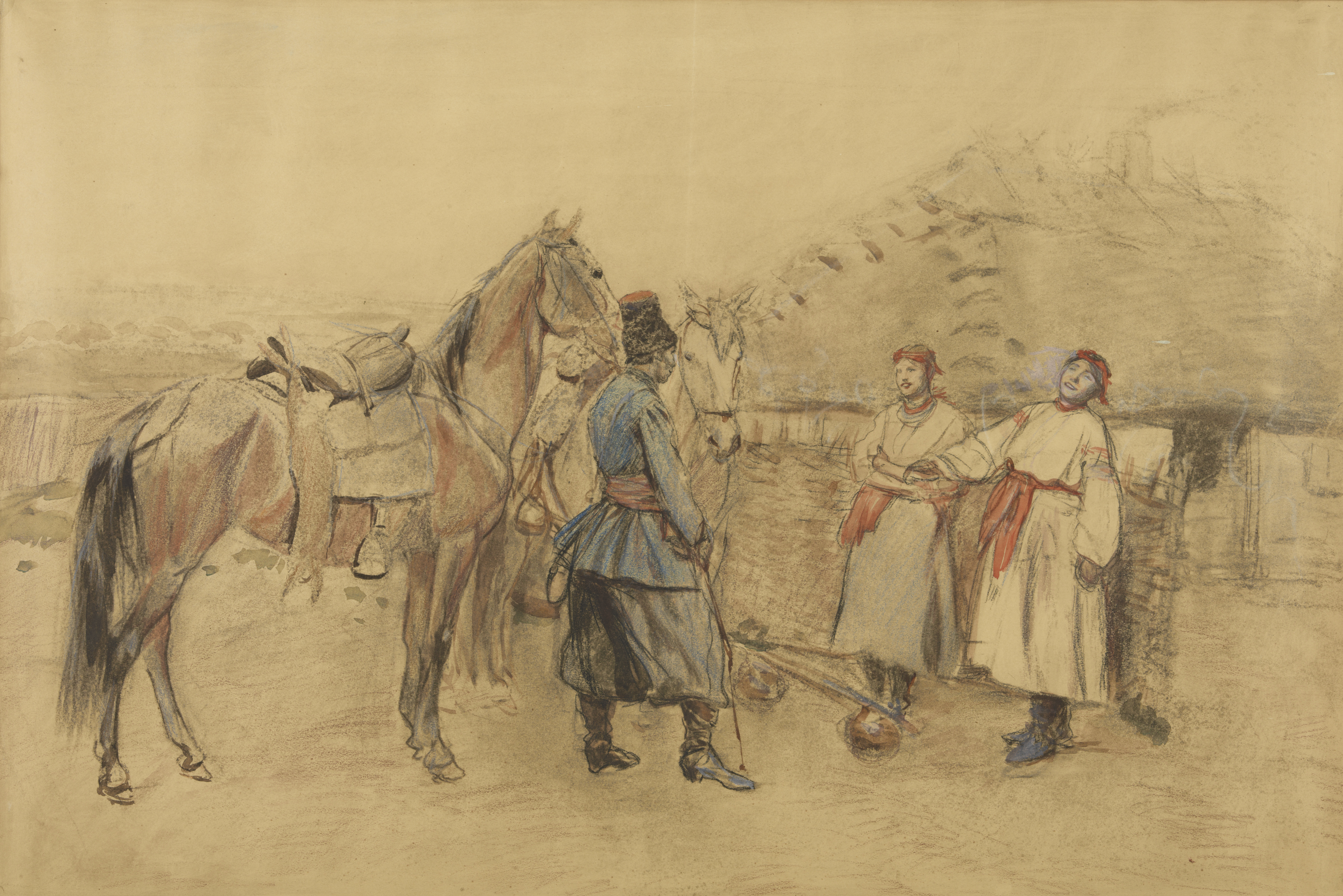
Zaloty, 1887, Muzeum Narodowe w Krakowie
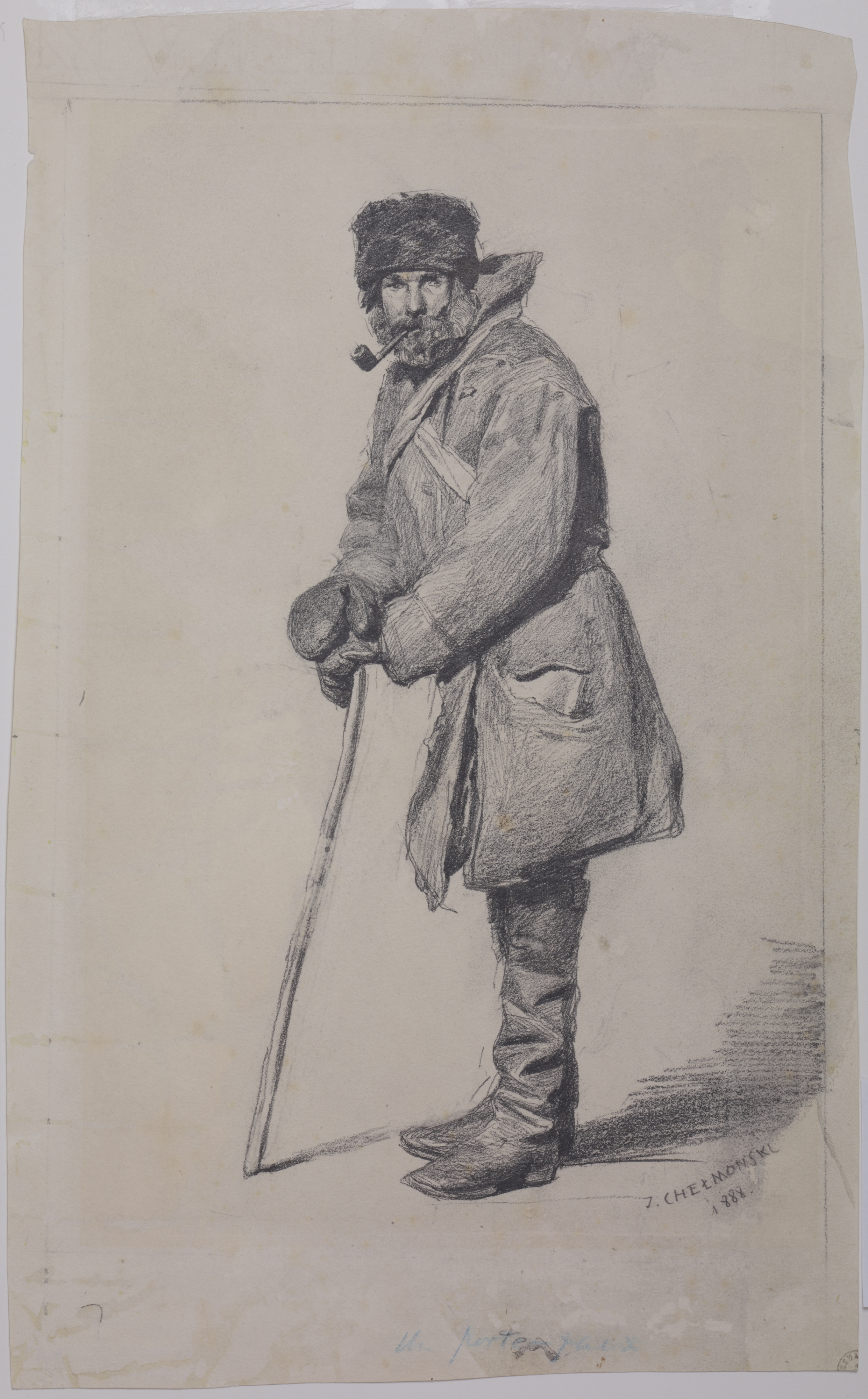
Tragarz, 1888, Muzeum Narodowe w Krakowie
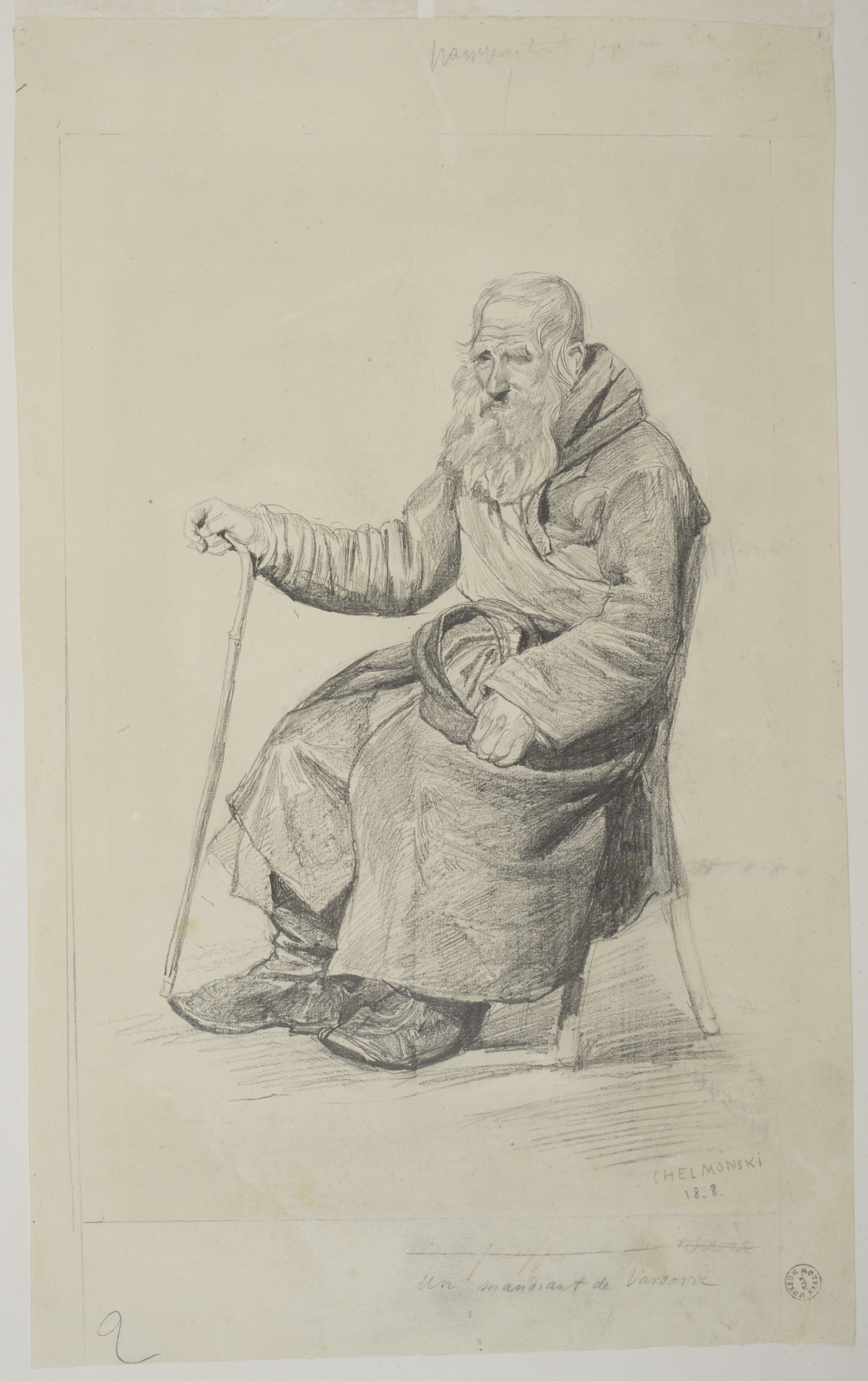
Dziad warszawski, 1888, Muzeum Narodowe w Krakowie
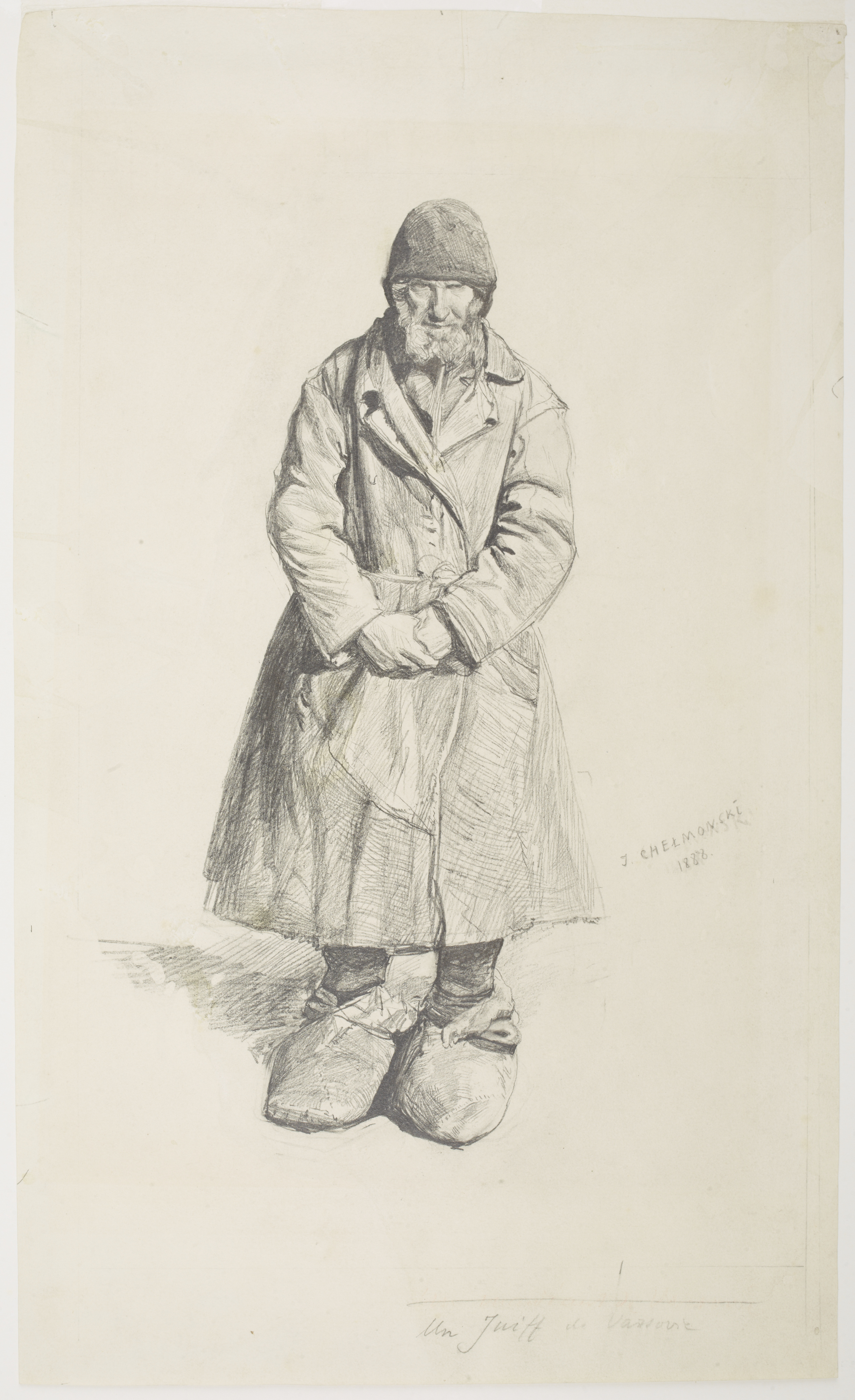
Żyd warszawski, 1888, Muzeum Narodowe w Krakowie
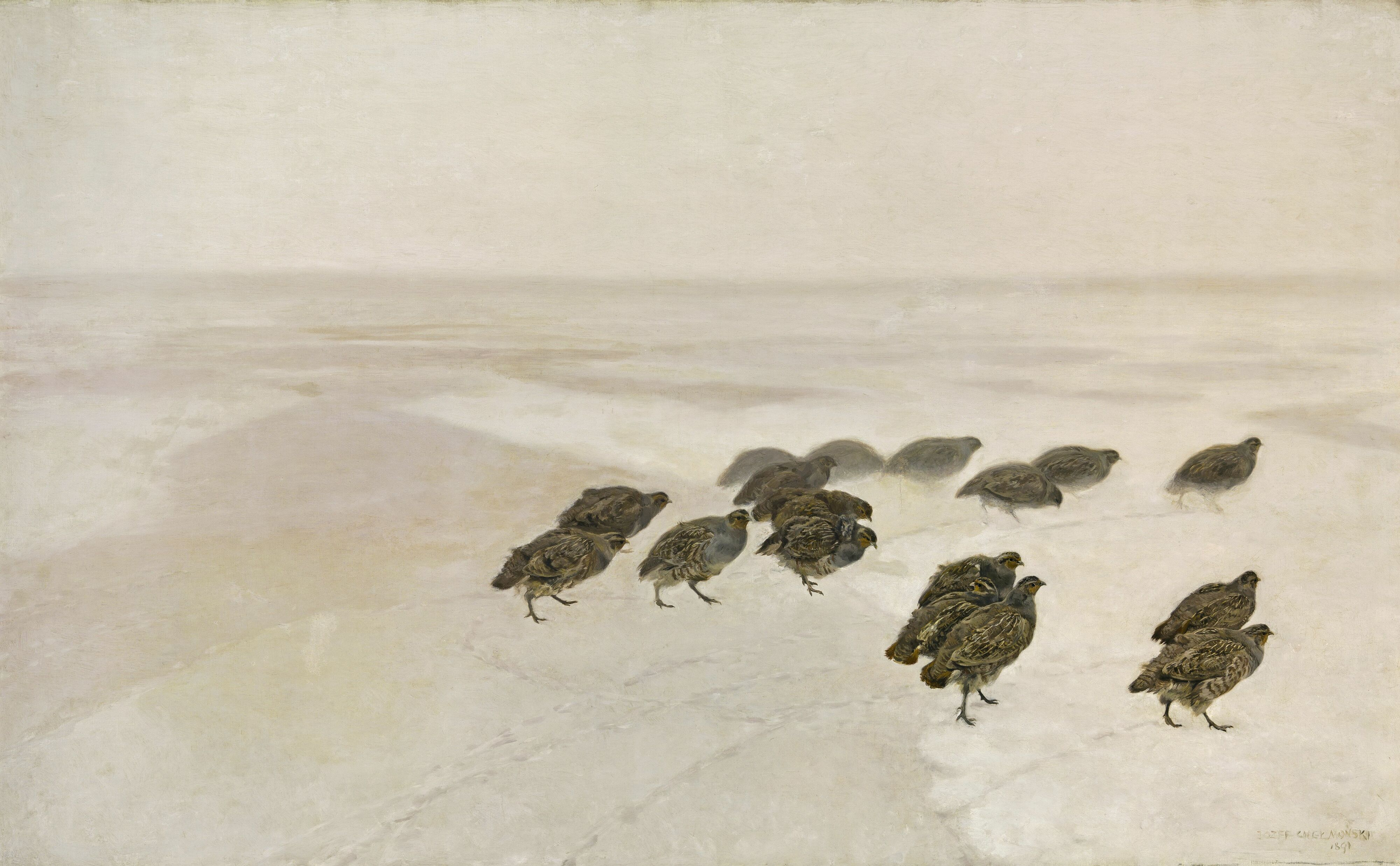
Kuropatwy na śniegu, 1891, Muzeum Narodowe w Warszawie
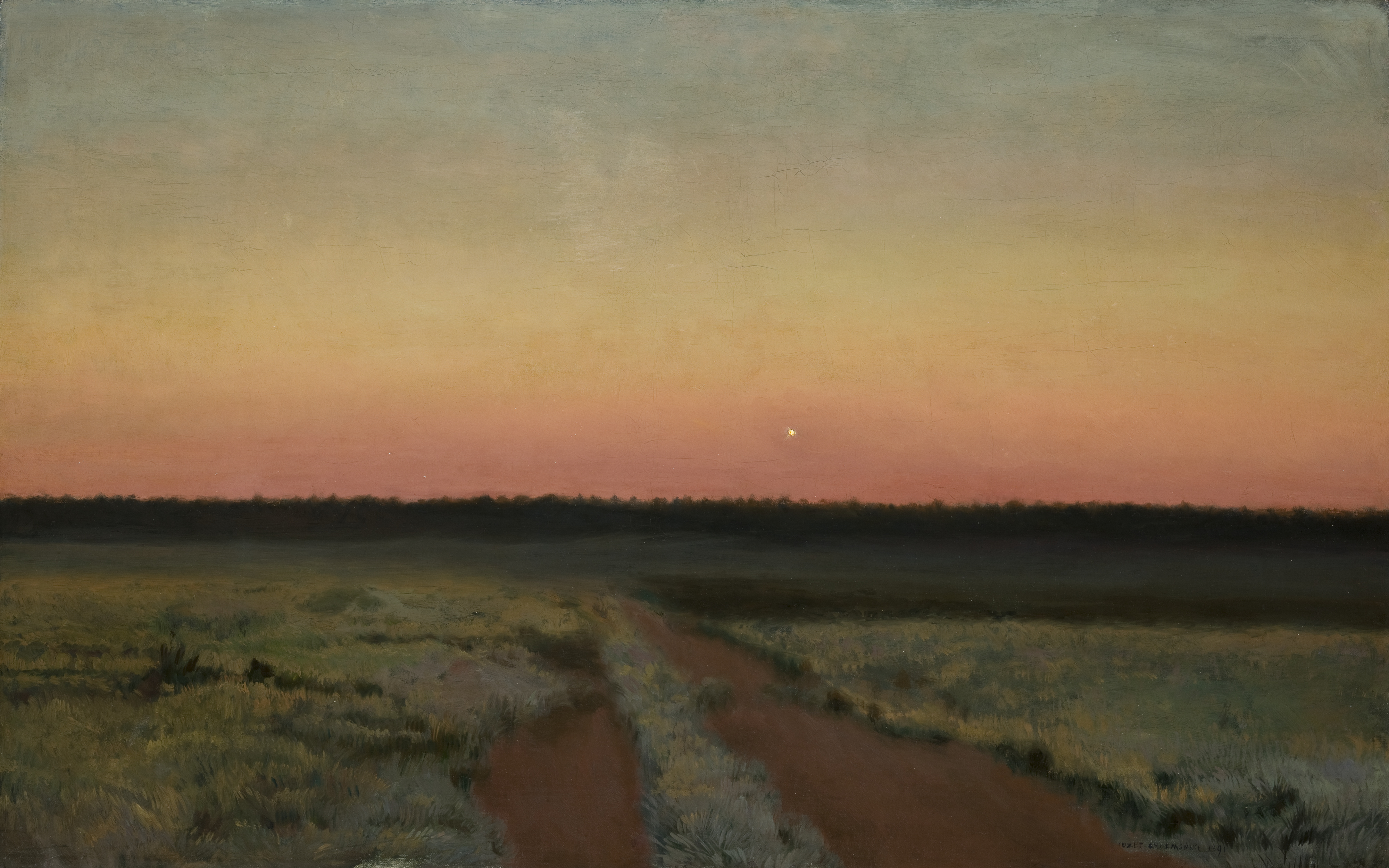
Jutrzenka, 1891, Muzeum Narodowe w Krakowie
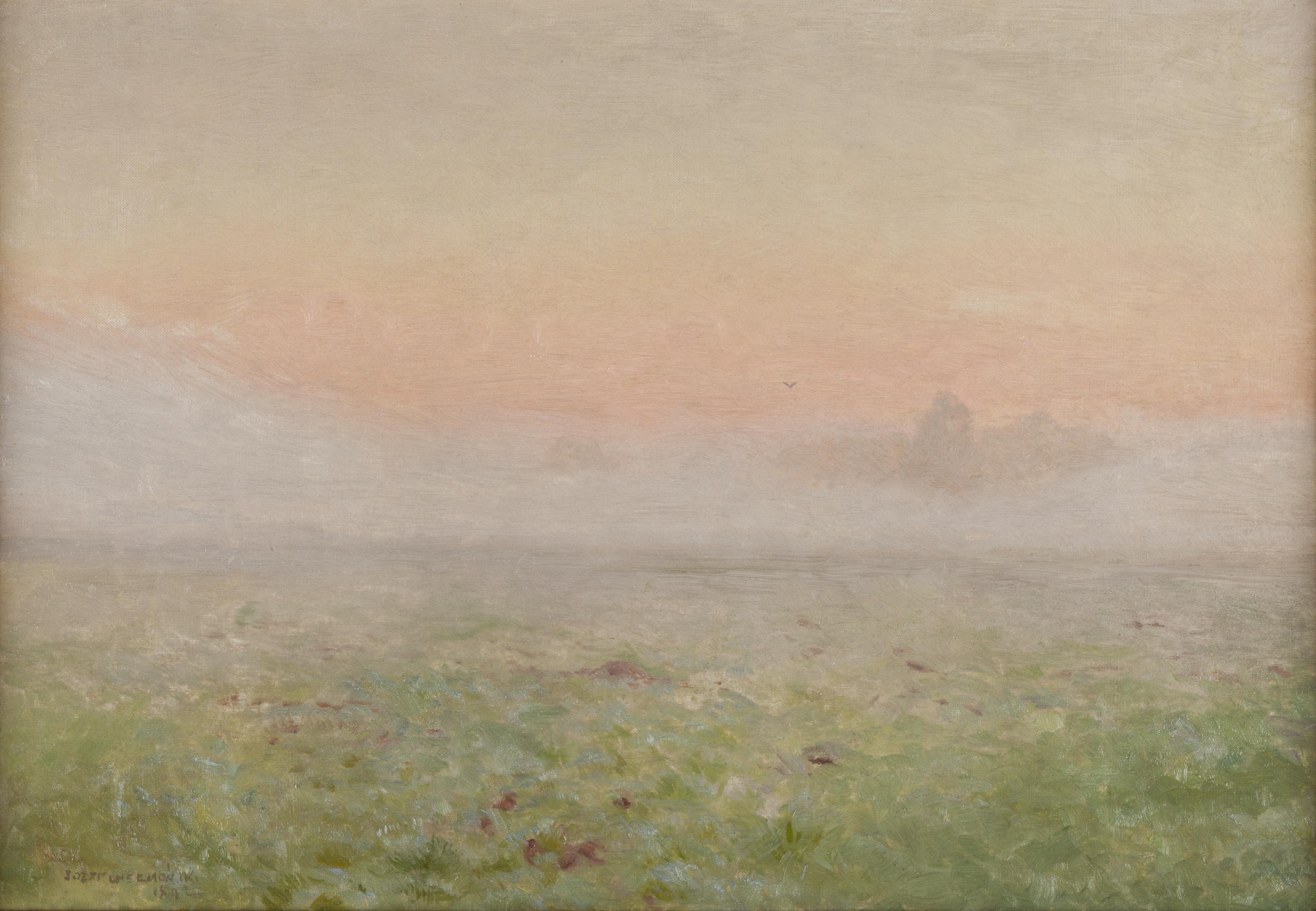
Świt, 1892, Muzeum Narodowe w Krakowie
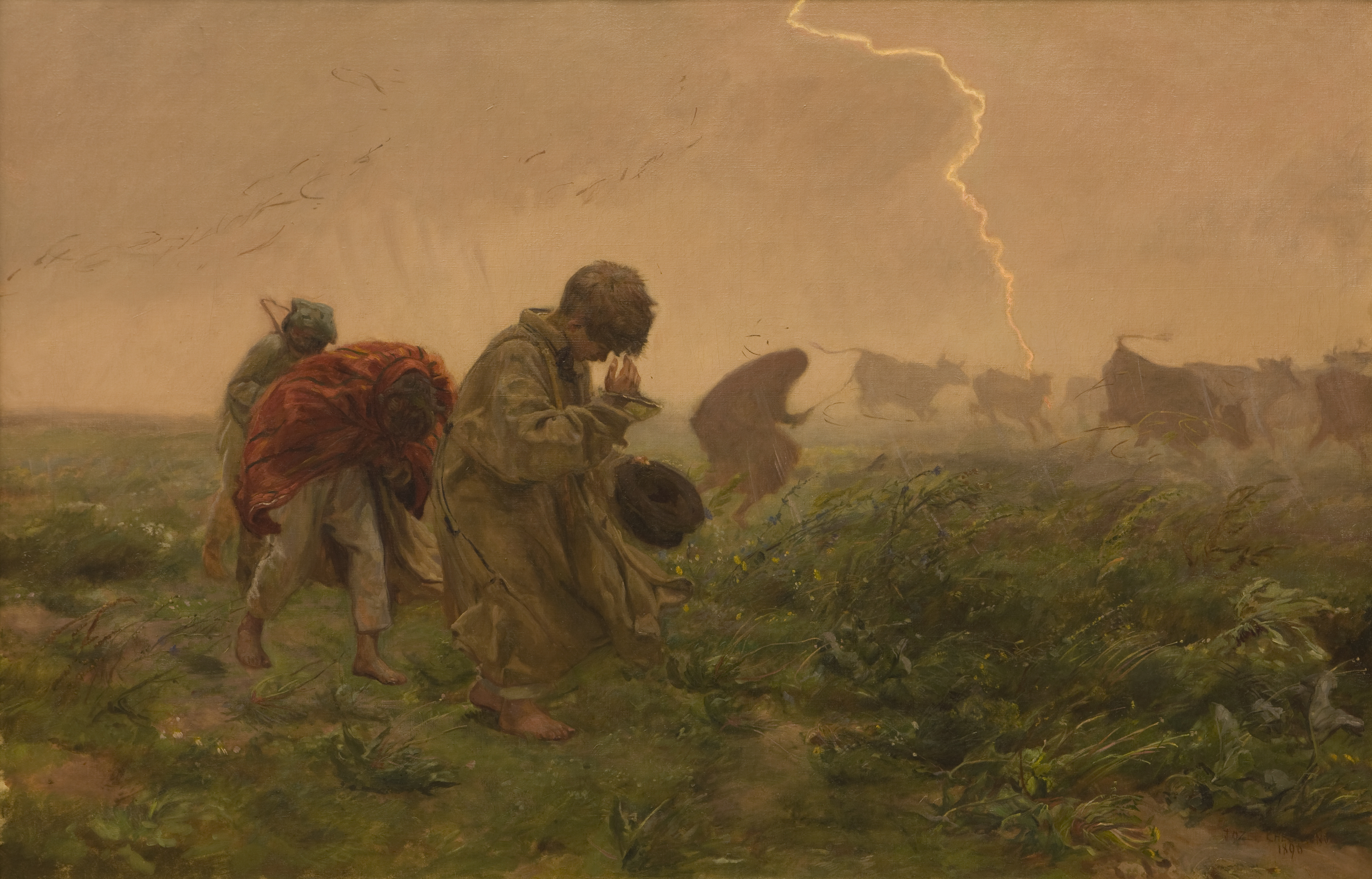
Burza, 1896, Muzeum Narodowe w Krakowie
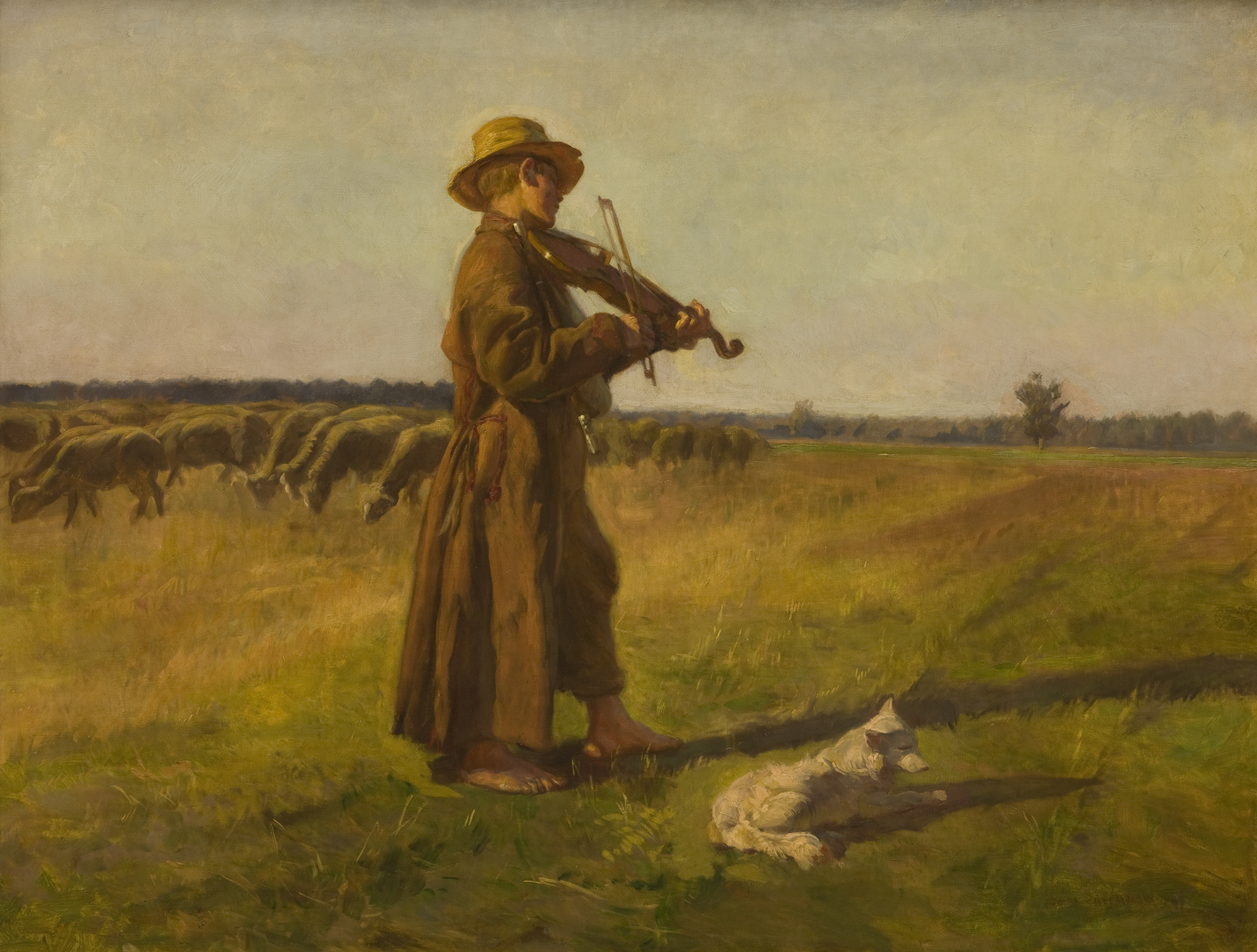
Owczarek, 1897, Muzeum Narodowe w Krakowie
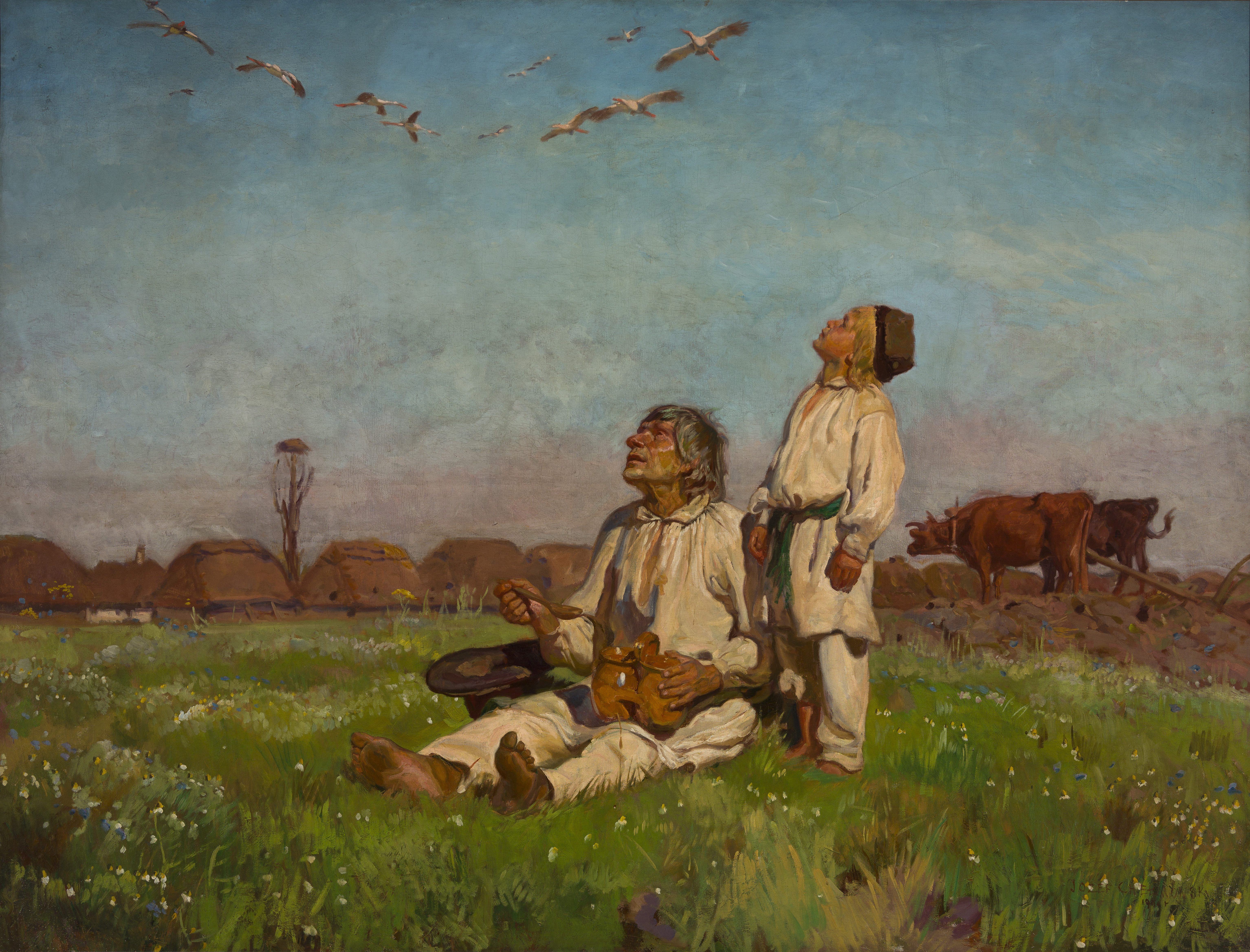
Bociany, 1900, Muzeum Narodowe w Warszawie
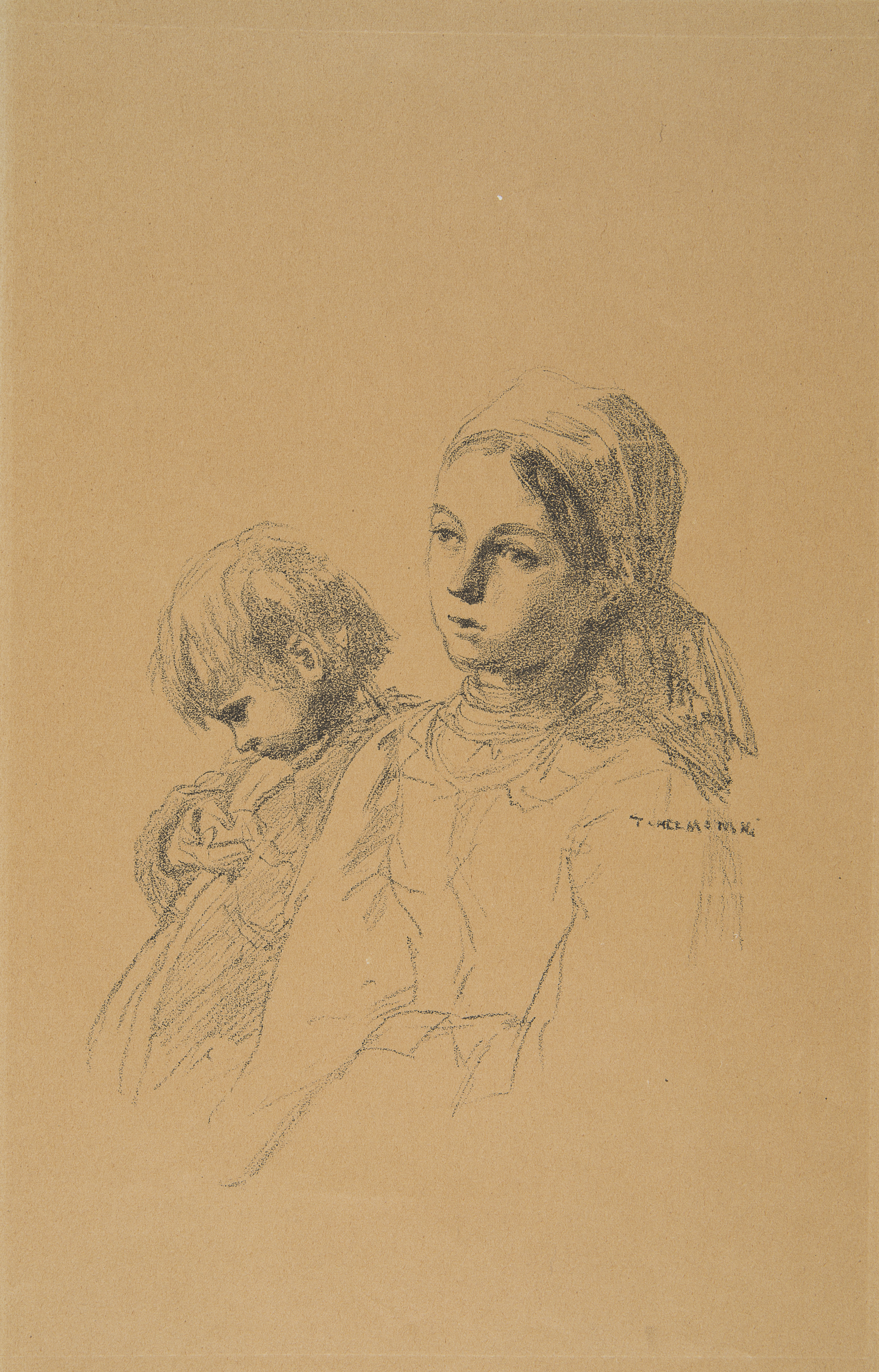
Matka – Teka polskich grafików, 1903, Muzeum Narodowe w Krakowie
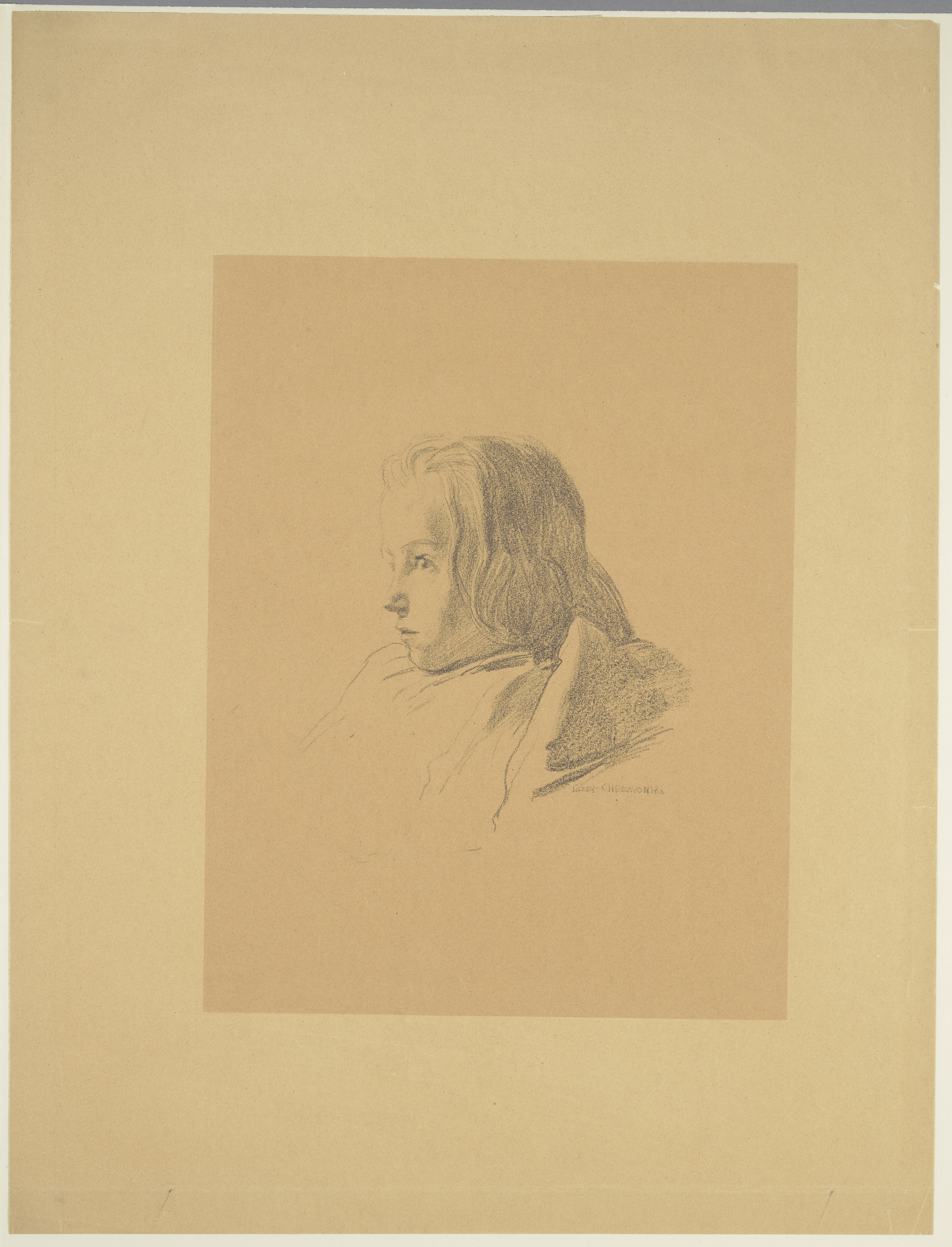
Główka – Teka polskich grafików, 1903, Muzeum Narodowe w Krakowie
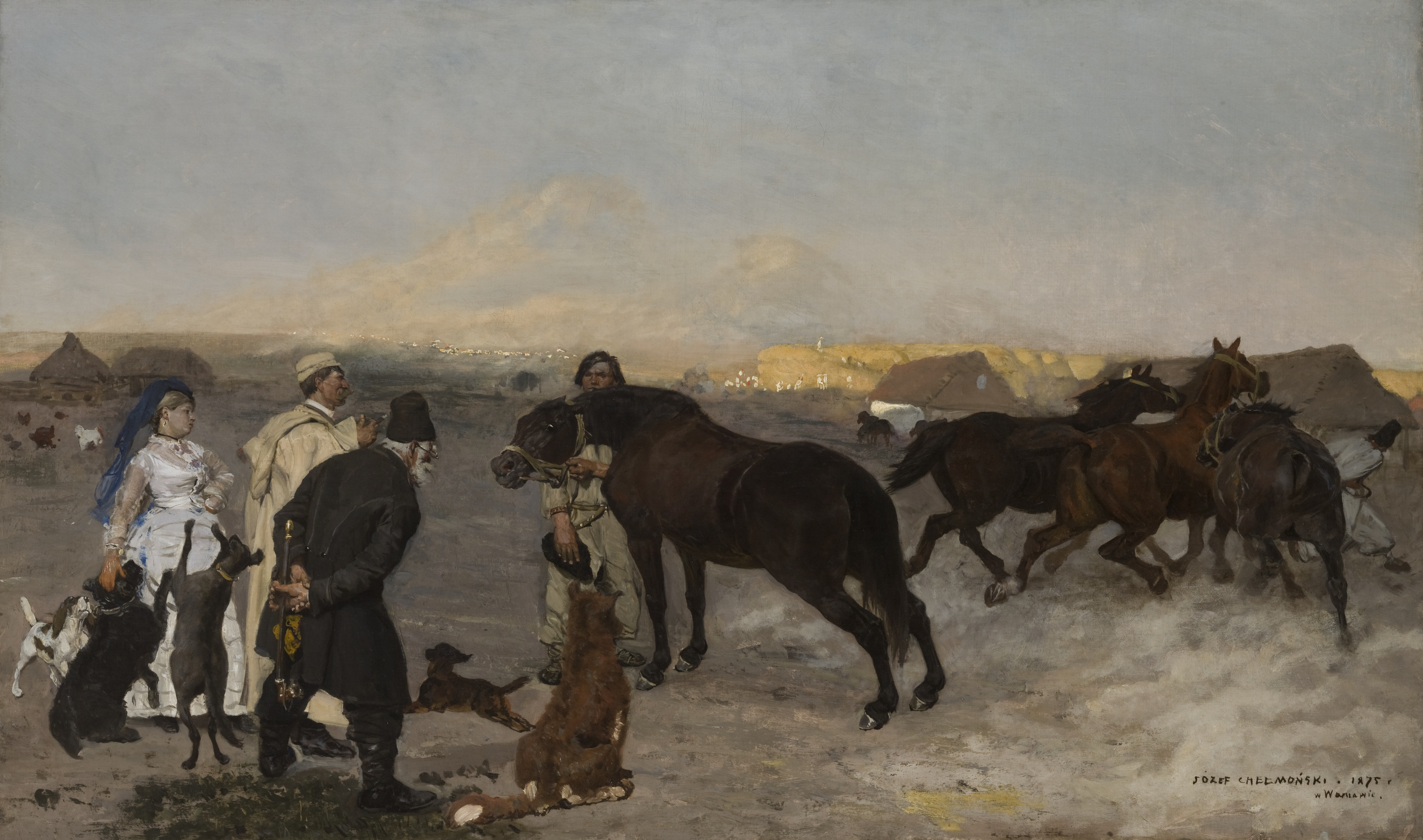
Na folwarku, 1875, Muzeum Narodowe w Krakowie
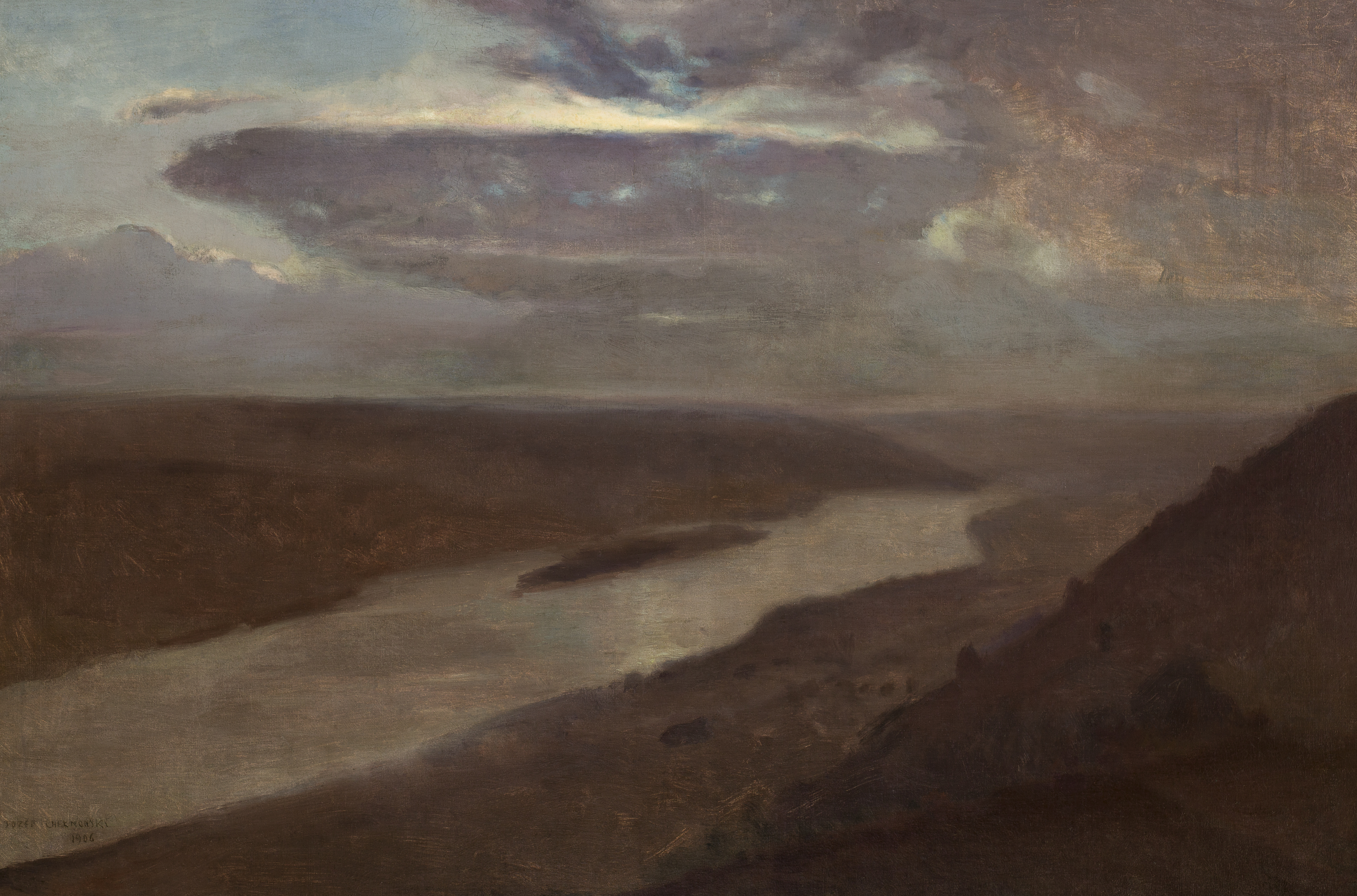
Dniestr w nocy], 1906, Muzeum Narodowe w Krakowie
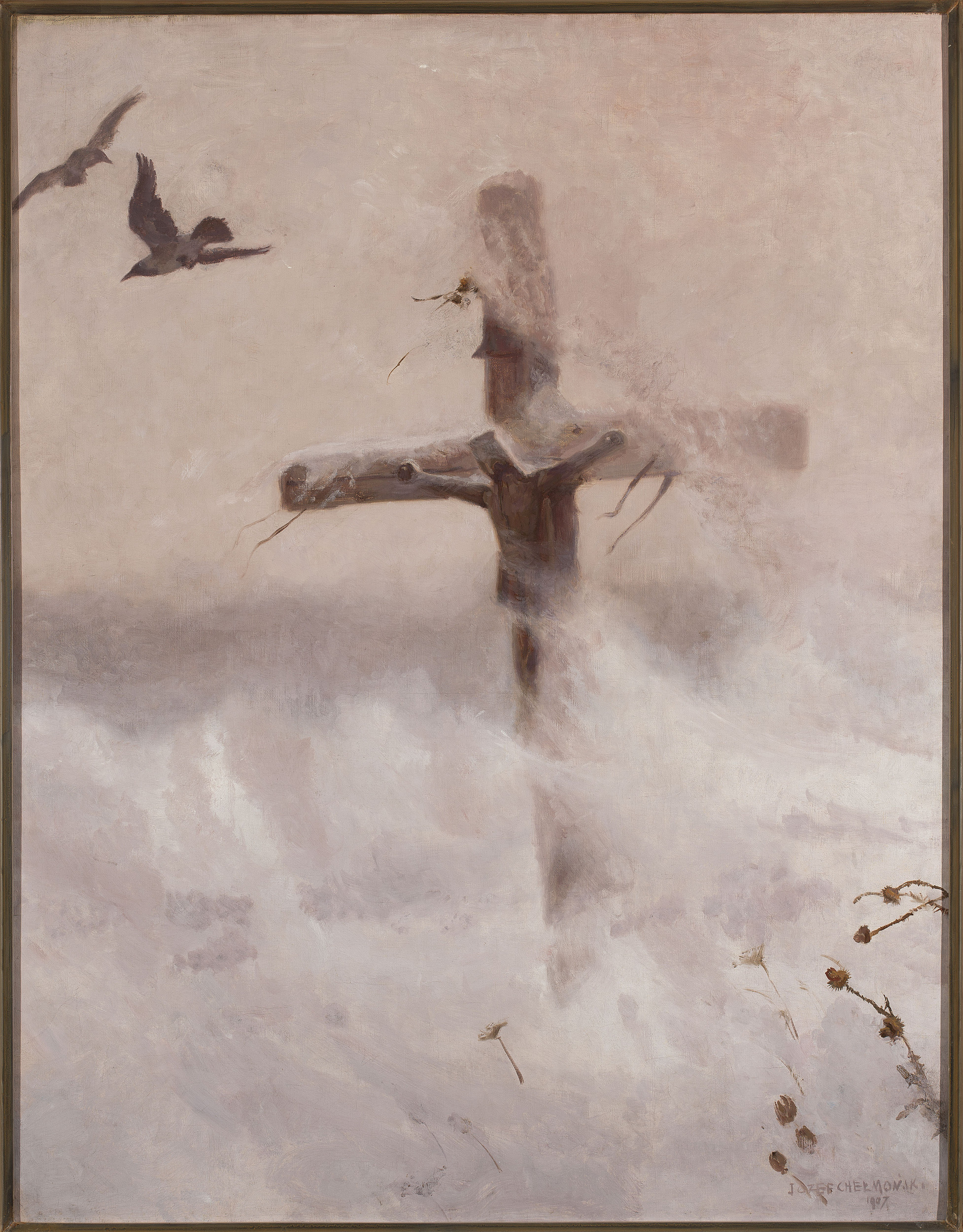
Krzyż w zadymce, 1907, Muzeum Narodowe w Warszawie